# Personaggi di Inazuma Eleven GO Galaxy

## Earth Eleven (Terra) / Galaxy Eleven
La Earth Eleven (アースイレブン?, Āsu Irebun) è la squadra protagonista della serie. Inizialmente la squadra si chiama nel gioco e nella versione italiana dell'anime Inazuma Japan (イナズマジャパン?), come la vecchia squadra di Inazuma Eleven 3, e nella versione originale dell'anime Shinsei Inazuma Japan (新生イナズマジャパン? lett. "Inazuma Japan della rinascita"), come un'altra squadra comparsa in Inazuma Eleven GO Chrono Stones: è la squadra nazionale del Giappone, formata da personaggi non comparsi in precedenza, ad eccezione di Arion, Riccardo e Victor. In seguito il nome della squadra viene cambiato in Earth Eleven poiché essa partecipa al torneo spaziale Grand Celesta Galaxy, che deciderà le sorti della Terra e dectreterà la squadra più forte dell'universo. I giocatori della Earth Eleven sono gli stessi della Inazuma Japan, tranne per Zack e Jean-Pierre. Il mezzo di trasporto con cui viaggiano nello spazio è un'astronave simile ad un treno blu, l'Orion Express (Galaxy Nauts Gō, ギャラクシー・ノーツ号?, Gyarakushī Nōtsu Gō, "Gō" significa "distante"). La Galaxy Eleven (ギャラクシーイレブン?, Gyarakushī Irebun) invece è la squadra che sostituisce la Earth Eleven nel secondo tempo della partita contro la Ixal Fleet (solo l'inizio del secondo tempo nell'anime, per poi far tornare in campo la Earth Eleven, che nel gioco invece rientra per i tempi supplementari), chiamata così perché è formata da giocatori di diversi pianeti e provenienti da altre squadre, tranne Banda Koloogyu Jr. Nel gioco Jean-Pierre è l'unico giocatore, all'interno della Galaxy Eleven, che fa parte della Earth Eleven, e quindi è umano, mentre tutti gli altri giocatori sono alieni; nell'anime è presente nella Galaxy Eleven anche un altro giocatore umano della Earth Eleven: Zack Avalon. I giocatori della Earth Eleven, tranne Zack e Jean-Pierre, sono numerati da 1 a 11, e quelli della Galaxy Eleven da 12 a 28. Lo stemma è uguale per entrambe le squadre. Nel gioco la maglia della Earth Eleven è usata da entrambe le squadre, mentre nell'anime i membri della Galaxy Eleven indossano la maglia della propria squadra di appartenenza.
Tattiche Micidiali:
- Virtuoso (Kami no Takuto, 神のタクト? lett. "Bacchetta di Dio"):

Riccardo, proprio come un direttore d'orchestra, dirige la squadra muovendo le mani, da cui partono dei raggi di luce che "comunicano" ai vari giocatori cosa fare. Viene usata solo nell'Inazuma Japan. È usata anche nella Raimon in Inazuma Eleven GO e Inazuma Eleven GO Chrono Stones ed in quest'ultimo anche nell'El Dorado Team 2 (El Dorado Team 02).
- Virtuoso Vulcanico (Kami no Takuto Fire Illusion, 神のタクトFI（ファイアイリュージョン)?, Kami no takuto faia iryūjon, lett. "Bacchetta di Dio Fire Illusion"):

Versione potenziata del Virtuoso, con la differenza che dalle mani di Riccardo partono dei raggi di fuoco. Era la tattica della Shinsei Inazuma Japan nel gioco Inazuma Eleven GO Chrono Stones e nel film Gekijōban Inazuma Eleven GO vs Danball senki W. In Inazuma Eleven GO Chrono Stones, anche nell'anime, era anche la tattica dell'El Dorado Team 2.

### Terry Archibald
Terry Archibald, nome originale Munemasa Ibuki (井吹 宗正?, Ibuki Munemasa), portiere dell'Inazuma Japan e della Earth Eleven, numero 1

Doppiato da Tatsuhisa Suzuki e in italiano da Jacopo Calatroni

Ha i capelli bianchi con una fascia nera che li attraversa e gli occhi viola e ciò lo fa assomigliare a Bailong. Il giorno della selezione indossava la maglia dell'Accademia Militare Mare Lunare (Gassan Kunimitsu) col numero 20. Prima di giocare a calcio il suo sport era il basket, a livello nazionale. Dimostra grande abilità nella partita contro la Royal, bloccando con le sue sole mani (e senza usare tecniche micidiali) il Pinguino Imperatore n° 7 (Kōtei Penguin 7) di Rex Remington (Haruma Mikado), ma, inaspettatamente, finirà con l'uscire dall'area di rigore palleggiando la palla come un giocatore di basket e commettendo quindi un fallo grave per un portiere. All'inizio è in pessimi rapporti con Riccardo di Rigo poiché quest'ultimo non lo ritiene all'altezza del suo compito di portiere, ma col tempo sviluppano un rapporto di amicizia. All'inizio vuole proteggere la porta da solo ma poi capisce l'importanza del lavoro di squadra. Quando giocava a basket la sua squadra vinceva grazie a lui, cosa che ai suoi compagni dava fastidio, ma Terry voleva giocare da solo, senza l'aiuto di nessuno. Il motivo per cui è entrato in squadra è quello di ottenere denaro per entrare nella migliore squadra di basket della nazione. Appare anche nel gioco Danball senki wars, terzo della serie Danball senki (da cui è stato tratto l'anime intitolato per il doppiaggio italiano Little Battlers eXperience), insieme a Falco e Arion. Usa:
- Totem: Mammoth (マンモス?, Manmosu):

Terry si trasforma in un grande mammut blu. Appare per la prima volta nell'episodio 31, durante la sfida contro la Magmavia.
- Tecnica con Totem:

Tecnica di parata. Terry si mette in una posizione eretta su due zampe e colpisce la palla con la zampa destra, afferrandola.
- Parata del Cestista (Wild Dunk, ワイルドダンク?, Wairudo danku):

Tecnica di parata usata nell'episodio 6, nella sfida contro la Big Waves. Terry salta e con la mano destra schiaccia al suolo la palla, bloccandola e lasciando impresso nel terreno il segno di una mano gigante. Il nome della tecnica si riferisce alla schiacciata decisiva usata nel basket, la slam dunk.
- Artigli di Guardia (Rising Slash, ライジングスラッシュ?, Raijingu surasshu):

Tecnica di parata usata nell'episodio 16, nella sfida contro i Lupi della Bufera. Terry carica di energia il pugno della mano destra, poi salta e ruota su se stesso, scatta in avanti, fende l'aria con una rotazione su se stesso e colpisce il terreno creando così degli artigli di energia, che bloccano il pallone respingendolo via.
- Schiacciata del Drago (Gekirin Dunk, ゲキリンダンク?, Gekirin danku, lett. "Schiacciata dell'ira imperiale"):

Tecnica di parata usata nell'episodio 37, nella sfida contro la Falam Medius. Terry carica il pugno destro di energia azzurra; dopodiché, Terry salta mentre intorno a lui si forma un gigantesco tornado azzurro con una testa di drago, e colpisce la palla con la mano destra, sulla quale il tornado si è materializzato, afferrandola. Anche il nome di questa tecnica si riferisce alla slam dunk.

### Trina Verdure
Trina Verdure, nome originale Konoha Morimura (森村 好葉?, Morimura Konoha), difensore dell'Inazuma Japan e della Earth Eleven, numero 2

Doppiata da Aoi Yūki e in italiano da Giulia Maniglio

Ragazza molto bassa di statura, dai capelli verde scuro cespugliosi su entrambi i lati e dagli occhi neri. Il giorno della selezione indossava la maglia della Cloister Divinity School (Man'yūji) col numero 20. All'inizio è timida e paurosa e non riesce ad affrontare gli avversari, anche perché non ha nessuna esperienza nel gioco del calcio, ma poi diventa più coraggiosa. Parla molto poco, a voce bassa, e sembra molto appassionata di botanica, dato che la si è vista, nell'episodio 4, in un orto botanico: del resto il nome originale Konoha, in giapponese, significa "amante delle foglie", essendo scritto con gli ideogrammi di "piacere" (好?, kono) e "foglia" (葉?, ha); inoltre Konoha, scritto in modo diverso (木の葉 o 木ノ葉), significa "fogliame". Si dimostra, sebbene impacciata e timorosa, molto comprensiva nei confronti dei problemi della gente, come ad esempio il problema di Buddy. In passato fu vittima di bullismo, quindi smise di parlare e iniziò a stare lontano dalle persone. Tuttavia continuò ad essere vittima di bullismo e gli dissero che era fastidiosa a causa del suo viso. Per questo motivo, Trina divenne timida e paurosa, avendo paura soprattutto delle ragazze. Nell'episodio 12 Buddy le confessa il suo amore ma lei lo rifiuta, ritenendosi non pronta per questo genere di cose. Usa:
- Totem: Fox (フォックス?, Fokkusu):

Trina si trasforma in una volpe verde. Appare brevemente sotto forma di aura nell'episodio 17, nella sfida contro i Lupi della Bufera e, per la prima volta come trasformazione vera e propria, nell'episodio 23, durante la sfida contro la Silica.
- Tecnica con Totem:

Tecnica di difesa. Trina gira intorno all'avversario creando intorno a lui un cerchio di polvere, per poi colpirlo alle spalle e sottrargli la palla.
- Rotolo di Foglie (Konoha Roll, このはロール?, Konoha rōru):

Tecnica di difesa usata per la prima volta nell'episodio 12, nella sfida contro le Tigri Supersoniche. Trina salta ed esegue delle capriole, generando intorno a sé un forte vento che attrae delle foglie, e formando così intorno a sé una gigantesca sfera di foglie che travolge l'avversario, sottraendogli la palla. Il termine konoha nel nome è scritto in hiragana e si presta quindi a diversi significati può essere il nome della ragazza oppure può significare "fogliame", ed il nome della tecnica significherebbe quindi "rotolo di fogliame".
- Incontro di Foglie (Konoha Rendez-vous, このはランデブー?, Konoha randebū):

Tecnica di dribbling usata in combinazione con un altro giocatore solo nel gioco. Trina e un compagno si guardano e si prendono per le mani, quindi iniziano a girare formando un vortice di foglie, col quale volano ed evitano l'avversario. Il nome della tecnica, stando al fatto che il termine konoha può significare "fogliame" e che rendez-vous significa "appuntamento" in francese, significherebbe "appuntamento del fogliame".

### Keenan Sharpe
Keenan Sharpe, nome originale Kazuto Minaho (皆帆 和人?, Minaho Kazuto), difensore dell'Inazuma Japan e della Earth Eleven, numero 3

Doppiato da Tsubasa Yonaga e in italiano da Alessandro Lussiana

Ha i capelli arancioni e gli occhi verdi ed è pallido. Il giorno della selezione indossava la maglia del Collegio Via Lattea (Tengawara) col numero 19. Prima di giocare a calcio il suo hobby era fare il detective, come faceva il suo defunto padre, Sakyō Minaho (皆帆 左京?, Minaho Sakyō), il quale appare in un flashback nell'episodio 13 insieme a sua moglie, Mitsuyo Minaho (皆帆 光代?, Minaho Mitsuyo). È abile nei movimenti ma si perde troppo in parole, risultando quasi arrogante. All'inizio sembra essere in rivalità con Zippy, ma poi i due risultano essere molto in sintonia nel dirigere le manovre difensive della squadra. Il motivo per cui è entrato in squadra è quello di ottenere denaro per andare a Londra e osservare Scotland Yard. Il suo hobby preferito è osservare le persone e analizzare i loro comportamenti, passione che applica anche sul campo di gioco.  Usa:
- Totem: Fukurou (フクロウ? lett. "Gufo"):

Keenan si trasforma in un gufo arancione. Appare per la prima volta nell'episodio 27, durante la sfida contro la Naiadi.
- Tecnica con Totem:

Tecnica di difesa. L'avversario si ritrova all'improvviso al buio mentre Keenan, il quale essendo un gufo può vedere nell'oscurità, gli ruba la palla.
- Imitazione Istantanea (Trace Press, トレースプレス?, Torēsu puresu):

Tecnica di difesa usata nell'episodio 13, nella sfida contro le Tigri Supersoniche. Keenan esegue gli stessi movimenti del suo avversario e lo segue a passo moderato mentre questi ha la palla al piede, per poi rubargliela con un rapido scatto.
- Logica Vincente (Winning Logic, ウイニングロジック?, Uiningu rojikku):

Tecnica di difesa usata in combinazione con un qualunque altro giocatore solo nel gioco. Keenan e un compagno indicano l'avversario, sotto il quale appare un punto arancione, quindi entrambi corrono velocemente verso l'avversario e gli rubano la palla insieme.
- Guardate lassù: c'è un UFO! (Asoko ni UFO, あそこにUFO?, Asoko ni yūfō, lett. "Un UFO laggiù"):

Tecnica di dribbling usata solo nell'anime, nell'episodio 34, nella sfida contro la Fertilia Eleven. Keenan indica verso sinistra (destra nell'anime) dicendo che lì c'è un UFO; mentre l'avversario guarda in quella direzione, Keenan lo dribbla e dopo che l'avversario si accorge di essere stato dribblato, dietro di lui appare una luce gialla a forma di UFO che si muove a zig-zag e poi scompare.

### Zippy Lermer
Zippy Lermer, nome originale Jin'ichirō Manabe (真名部 陣一郎?, Manabe Jin'ichirō), difensore dell'Inazuma Japan e della Earth Eleven, numero 4

Doppiato da Hirofumi Nojima e in italiano da Fabrizio Valezano

Ha i capelli lilla chiaro e gli occhi lilla e indossa gli occhiali. Il giorno della selezione indossava la maglia dell'Istituto Superiore per Prodigi (Eito Gakuen) col numero 18. Sembra prevedere i movimenti degli avversari, data la sua grande esperienza nei calcoli matematici e fisici, ma non ne è molto sicuro. È lui a confessare che lui e molti altri della squadra giocano a calcio soltanto per ottenere il denaro di cui hanno bisogno. All'inizio non è in buoni rapporti con Falco, sospettandolo di un furto, cosa che poi si è rivelata inesatta; inoltre, all'inizio sembra essere in rivalità con Keenan, ma poi i due risultano essere molto in sintonia nel dirigere le manovre difensive della squadra. I suoi capelli ricordano quelli di Xavier Foster (Hiroto Kiyama). Segna inoltre un goal nella partita contro i Big Waves in maniera sbilenca oltre che fortunata. Il motivo per cui è entrato in squadra è quello di ottenere denaro per andare lontano e avere una vita libera dai suoi genitori, Jinsuke Manabe (真名部 陣介?, Manabe Jinsuke) e Kyōko Manabe (真名部 恭子?, Manabe Kyōko), i quali appaiono per la prima volta nell'episodio 10. Usa:
- Totem: Ratel (ラーテル?, Rāteru):

Zippy si trasforma in un piccolo tasso del miele viola con la testa e il dorso bianchi e con lunghi artigli. Appare per la prima volta nell'episodio 32, usandola per tagliare i tentacoli di una pianta del pianeta Ratoniik di nome Madowashisō.
- Tecnica con Totem:

Tecnica di difesa. Zippy colpisce l'avversario con i suoi artigli, sbalzandolo via, rubandogli la palla e lasciando impresso sul terreno il segno dell'artigliata.
- Equazione Difensiva (Defense Hōteishiki, ディフェンス方程式?, Difensu hōteishiki, lett. "Equazione della Difesa"):

Tecnica di difesa usata nell'episodio 13, nella sfida contro le Tigri Supersoniche. Zippy, con un gesto del dito, inizia a scrivere alcune formule ed equazioni in lettere viola, le quali disorientano l'avversario; nel frattempo sotto Zippy si creano una serie di esagoni dalle linee verdi e lui ruba la palla all'avversario con un rapido scatto.
- Logica Vincente (Winning Logic, ウイニングロジック?, Uiningu rojikku):

Tecnica di difesa usata in combinazione con un qualsiasi altro giocatore solo nel gioco. Zippy e un compagno indicano l'avversario, sotto il quale appare un punto arancione, quindi entrambi corrono velocemente verso l'avversario e gli rubano la palla insieme.

### Frank Foreman
Frank Foreman, nome originale Shin Tetsukado (鉄角 真?, Tetsukado Shin), difensore dell'Inazuma Japan e della Earth Eleven, numero 5

Doppiato da Yūki Tai e in italiano da Alessandro Capra

Ha i capelli celesti con treccine marrone scuro, gli occhi blu, il sopracciglio destro diviso e la pelle scura. Il giorno della selezione indossava la maglia del Collegio Fiducia Incrollabile (Mannōzaka) col numero 16. Prima di giocare a calcio il suo sport era il pugilato, ma è stato costretto a smettere in seguito ad una grave ferita che gli ha fatto perdere l'uso del pugno. Nell'episodio 5 viene mostrato un flashback del suo passato, in cui era considerato uno dei migliori pugili in circolazione dal suo allenatore e zio, Tetsu Tetsukado (鉄角 徹?, Tetsukado Tetsu, doppiato da Yasuhiro Mamiya). Il suo temperamento e la sua fissazione per il suo precedente sport lo spingono a vedere il pallone come un guantone da boxe in arrivo e quindi tende a schivarlo. Il motivo per cui è entrato in squadra è quello di ottenere denaro per riparare la barca dei suoi genitori. Usa:
- Totem: Buffalo (バッファロー?, Baffarō):

Frank si trasforma in un bisonte rosso. Appare per la prima volta nell'episodio 31, durante la sfida contro la Magmavia.
- Tecnica con Totem:

Tecnica di difesa. Frank carica l'avversario, l'afferra con le sue corna e lo scaraventa in aria, rubandogli la palla.
- Scarto Controtempo (Footwork Draw, フットワークドロウ?, Futtowāku dorou):

Tecnica di difesa usata nell'episodio 17, nella sfida contro i Lupi della Bufera. Frank fa dei saltelli, si mette in una posizione da pugile e, con rapidi scatti da destra a sinistra, ruba la palla all'avversario.
- Controdiretto (Dead Straight, デッドストレート?, Deddo sutorēto):

Tecnica di tiro usata nell'episodio 30, nella sfida contro la Magmavia. Frank si ritrova su un ring di pugilato; dopodiché, Frank fa una rotazione su se stesso e tira la palla con la suola del piede destro, spedendola in porta avvolta da energia gialla-arancione. Nel momento del tiro dietro di lui appare un enorme guantone da boxe rosso.

### Buddy Fury
Buddy Fury, nome originale Ryūji Kusaka (九坂 隆二?, Kusaka Ryūji), centrocampista dell'Inazuma Japan e della Earth Eleven, numero 6

Doppiato da Fumihiro Okabayashi e in italiano da Maurizio Merluzzo

È alto, ha i capelli marrone chiaro che gli cadono sulle spalle coperti da una bandana marrone, gli occhi marroni che sono sempre chiusi tranne quando è arrabbiato, e la carnagione olivastra. Ha sempre un sorriso sornione ma si arrabbia facilmente. Risulta abile nei contrasti ma a sua volta facilmente contrastabile. Quando si arrabbia al massimo entra in uno stato chiamato Besheker (Dohatsuten Mode, 怒髪天モード?, Dohatsuten mōdo, lett. "Modo furioso"), che viene mostrato per la prima volta nella partita contro la Shamshir, nell'episodio 9: i suoi capelli diventano grigio chiaro e gli occhi rossi. In passato, da bambino, tentò di salvare da dei prepotenti una ragazzina di nome Judie, senza successo. Dopo che fu pestato e malmenato da quei mascalzoni, Judie fuggì senza mostrargli un briciolo di riconoscenza, spaventata dalla sua rabbia. Per quel motivo Buddy diventò molto rabbioso e violento, entrando per la prima volta nello stato Berserker. In seguito, anni dopo, lui e la sua banda furono espulsi dalla loro scuola, poiché procuravano molti problemi. Il giorno della selezione indossava la maglia di una squadra sconosciuta col numero 14. Il motivo per cui è entrato in squadra è quello di ottenere denaro per tornare a scuola con la sua banda. Nell'episodio 9 nella partita contro i Leoni del Deserto una squadra di teppisti entrerà nel campo interrompendo la partita. A questo punto Buddy è pronto a combattere ma viene fermato da Arion e successivamente da Judie, che gli rivela di aver sempre adorato il Buddy buono e che non l'ha ringraziato quella volta poiché era confusa e non sapeva cosa fare. A questo punto dopo aver versato numerose lacrime usa la sua aura tipica della berserker mode per allontanare i teppisti e così riprende la partita, che l'Inazuma vincera solo grazie a lui. Infatti canalizzando la sua forza riuscirà a superare la difesa nemica e a segnare con la sua nuova supertecnica: la "Catapulta Furiosa"
- Totem: Grizzly (グリズリー?, Gurizurī):

Buddy si trasforma in un orso grizzly nero. Appare per la prima volta nell'episodio 34, durante la sfida contro la Fertilia Eleven.
- Tecnica con Totem:

Tecnica di dribbling. Buddy cade sopra l'avversario, il quale rimane disteso a terra.
- Catapulta Furiosa (Kyōbō Head, キョウボウヘッド?, Kyōbō heddo, lett. "Testa Feroce"):

Tecnica di tiro usata nello stato Besheker nell'episodio 9, nella sfida contro le Scimitarre. Buddy pianta i piedi nel terreno, provocando delle fratture in esso; dopodiché alza la palla con la nuca e la colpisce con un violento colpo di testa, spedendola in porta avvolta da un'aura rossa.
- Sguardo Minaccioso (Ora Ora Mench, オラオラメンチ?, Ora ora menchi):

Tecnica di dribbling usata solo nel gioco. Buddy con la palla al piede mostra all'avversario uno sguardo arrabbiato che lo fulmina e lo stordisce, permettendogli di superarlo.

### Cerise Blossom
Cerise Blossom, nome originale Sakura Nozaki (野咲 さくら?, Nozaki Sakura), centrocampista dell'Inazuma Japan e della Earth Eleven, numero 7

Doppiata da Aya Endō e in italiano da Sabrina Bonfitto

Ragazza dai capelli rosa intrecciati, con un codino la cui forma ricorda il fiore del ciliegio e dagli occhi azzurri. Il nome originale Sakura, in giapponese, indica appunto il ciliegio sakura, ma in questo caso è scritto in hiragana; il nome europeo Cerise significa "ciliegia" in francese e il cognome Blossom significa "fiore di un albero" in inglese, in riferimento ai tipici fiori del ciliegio sakura. Il giorno della selezione indossava la maglia della Mary Times Memorial (Ōmihara) col numero 12. Prima di praticare il calcio il suo sport era la ginnastica ritmica. È una ragazza molto abile ma viene troppo presa dall'eseguire i movimenti di ginnasta. Il motivo per cui è entrata in squadra è quello di ottenere denaro per andare a studiare all'estero con un'amica. Nell'episodio 4 prova a giocare come portiere ma non riesce a parare il tiro di Victor. Negli episodi 6 e 7 vengono presentati i suoi genitori, Seiichi Nozaki (野咲 成一?, Nozaki Seiichi) e Kaede Nozaki (野咲 かえで?, Nozaki Kaede), persone facoltose che, data la grande abilità della figlia nella ginnastica ritmica , pretendevano da lei il massimo. Data la scelta di Cerise di giocare a calcio, essi pretendono da lei il massimo anche in questo sport, cosa che lei inizialmente non dà, nella partita contro i Big Waves; poi però riesce a farsi valere e a giocare in maniera ottima con il resto della squadra. Rivela inizialmente un carattere cordiale sebbene a volte risulti malevola, poiché a causa della pressione dei suoi genitori, che vogliono che sia la numero uno, vuole esserlo in tutto, ma poi capisce l'importanza del lavoro di squadra. Usa:
- Totem: Kamoshika (カモシカ? lett. "Capricorno"):

Cerise si trasforma in un capricorno rosa. Appare per la prima volta nell'episodio 32, usandola per evitare una pianta del pianeta Fertilia di nome Madowashisō.
- Tecnica con Totem:

Tecnica di dribbling. L'avversario si ritrova sul bordo di un dirupo, quindi Cerise lo salta e lo supera.
- Giro e Hoplà (Beautiful Hoop, ビューティフルフープ?, Byūtifuru fūpu):

Tecnica di dribbling usata nell'episodio 17, nella sfida contro i Lupi della Bufera. Cerise rotea su se stessa generando un cerchio rosa, come quello delle ginnaste, e dopo averlo fatto roteare in aria diverse volte supera l'avversario, il quale viene intrappolato da altri cerchi concentrici rosa.
- Danza del Nastro (Ribbon Shower, リボンシャワー?, Ribon Shawā):

Tecnica di dribbling usata da Cerise solo nel gioco. Cerise volteggia e danza con in mano un lungo nastro rosso e si posiziona di fronte all'avversario: successivamente Cerise inizia ad agitare ripetutamente il nastro fino a formare una spirale che distrae l'avversario, permettendole di superarlo subito dopo.
- Schianto della Sirena (Mermaid Smash, マーメイドスマッシュ?, Māmeido sumasshu):

Tecnica di tiro usata solo nel gioco. Cerise, con la palla sopra al piede destro, esegue delle rotazioni su se stessa e lancia la palla in aria, per poi tirarla con la suola del piede destro alzato e spedirla in porta avvolta da un'aura rosa. Il nome della tecnica si riferisce al fatto che Cherise, colpendo la palla con la suola del piede, ricorda il colpo di coda di una sirena.

### Arion Sherwind
Arion Sherwind, nome originale Tenma Matsukaze (松風 天馬?, Matsukaze Tenma), centrocampista e capitano dell'Inazuma Japan e della Earth Eleven, numero 8

### Riccardo Di Rigo
Riccardo Di Rigo, nome originale Takuto Shindō (神童 拓人?, Shindō Takuto), centrocampista dell'Inazuma Japan e della Earth Eleven, numero 9

### Victor Blade
Victor Blade, nome originale Kyōsuke Tsurugi (剣城 京介?, Tsurugi Kyōsuke), attaccante dell'Inazuma Japan e della Earth Eleven, numero 10

### Falco Flashman
Falco Flashman, nome originale Hayato Matatagi (瞬木 隼人?, Matatagi Hayato), attaccante dell'Inazuma Japan e della Earth Eleven, numero 11

Doppiato da Kaito Ishikawa e Aya Endō (voce da bambino) e in italiano da Omar Vitelli

Ha i capelli neri, gli occhi neri e la carnagione olivastra. Il giorno della selezione indossava la maglia dell'Accademia Baia dei Pirati (Kaiō Gakuen) col numero 17. Prima di praticare il calcio il suo sport era l'atletica leggera. Dimostra inoltre una grande velocità ma uno scarso controllo di palla. Nell'episodio 2 si scopre che ha ben due fratelli molto più piccoli di lui, di cui si preoccupa molto, di nome Chip e Skip, e confessa che lo scopo per cui gioca a calcio è quello di guadagnare denaro per comprare una casa più grande per la sua famiglia. In passato, suo padre lasciò la famiglia e sua madre si ammalò non potendo più lavorare, e così Skip e Chip rubavano il cibo per vivere e Falco per proteggerli si prendeva la colpa; per questo le persone iniziarono a non fidarsi più di lui e Falco si chiuse in se stesso. Nonostante sia un ragazzo tranquillo possiede un "lato oscuro" che emerge nell'episodio 26, durante la sfida contro la Naiadi: Falco diventa molto più veloce e aggressivo e una parte dei suoi capelli diventa blu scuro. Appare anche nel gioco Danball senki wars, terzo della serie Danball senki (da cui è stato tratto l'anime intitolato per il doppiaggio italiano Little Battlers eXperience), insieme a Terry e Arion. Riuscirà a guarire grazie all'amore reciproco nei confronti di Cersie che con un bacio riuscirà a guarire.
- Totem: Hayabusa (ハヤブサ? lett. "Falco pellegrino"):

Falco si trasforma in un falco pellegrino blu. Appare per la prima volta nell'episodio 26, durante la sfida contro la Naiadi.
- Tecnica con Totem:

Tecnica di tiro. Falco vola con la palla nell'artiglio destro, la palla viene avvolta da un'aura azzurra e lui la spedisce in porta.
- Attacco Parkour (Parkour Attack, パルクールアタック?, Parukūru atakku):

Tecnica di tiro usata nell'episodio 7, nella sfida contro i Big Waves. Falco esegue vari movimenti e poi tira la palla in aria con la suola del piede destro, spedendola in porta avvolta da un'aura azzurra. Il parkour è una disciplina sportiva in cui i praticanti tendono a muoversi in modo rapido ed efficiente attraverso il loro ambiente usando solo il loro corpo e ciò che li circonda per muoversi.
- Alba Nera (Black Dawn, ブラックドーン?, Burakku dōn):

Tecnica di tiro usata in combinazione con Victor nell'episodio 41, durante la sfida contro la Flotta Ixal. Falco calcia indietro la palla a Victor, il quale la tira in avanti; la palla viene avvolta da energia oscura, mentre Falco corre velocemente per raggiungerla. Dopodiché, essa curva verso l'alto e Falco salta e tira; la palla viene avvolta da un'aura simile ad un'eclissi solare e si dirige in porta.

### Zack Avalon
Zack Avalon, nome originale Zanakurō Ichikawa (市川 座名九郎?, Ichikawa Zanakurō), attaccante della Earth Eleven e della Galaxy Eleven (solo nell'anime), numero 18

Doppiato da Katsuyuki Konishi in italiano da Alessandro Rigotti

Ha i capelli verde scuro, gli occhi rossi e la carnagione olivastra scura. Assomiglia molto a Zanark Avalonic, poiché è un suo antenato. Si unisce alla squadra dopo essere stato allenato da Mark Evans; appare per la prima volta nell'episodio 18 ed esordisce nella partita contro la Silica, nell'episodio 23. Prima di giocare a calcio, era un attore di teatro Kabuki. Usa:
- Totem: Lion (ライオン?, Raion):

Zack si trasforma in un leone. Appare per la prima volta nell'episodio 23, durante la sfida contro la Silica.
- Tecnica con Totem:

Tecnica di tiro. Zack salta e ruggisce, facendo caricare la palla di energia gialla e spedendola in porta.
- Colpo Kabuki (Kabuki Break, カブキブレイク?, Kabuki bureiku):

Tecnica di tiro usata solo nel gioco. Zack appare da dietro un sipario e, dopo aver girato su se stesso, tira la palla, la quale è diventata bianca con una maschera da attore Kabuki (bianca e rossa) disegnata sopra.
- Io Sono Invincibile (Great Max na Ore, グレートマックスなオレ?, Gurēto makkusu na ore, lett. "Il Grande Massimo Me"):

Tecnica di tiro usata nell'episodio 38, durante la sfida contro la Falam Medius. Zack sprigiona elettricità dalle mani e viene avvolto da vento rovente, quindi carica l'elettricità nella palla; dopodiché tira la palla, che si dirige in porta insieme al vento rovente che l'avvolge come un tornado. Nel doppiaggio originale, prima di dire il nome della tecnica, Zack dice "Lo faccio risorgere proprio qui e ora!" e dopo aver pronunciato il nome della tecnica, Zack urla anche la parola "Super!". La tecnica era già stata usata da Zanark Avalonic in modalità Mixi Max con l'aura dell'Uragano Z (Clara Jane), mentre Zack la usa in maniera individuale.

### Jean-Pierre Lapin
Jean-Pierre "J.P." Lapin, nome originale Shinsuke Nishizono (西園 信助?, Nishizono Shinsuke), portiere della Earth Eleven e portiere (sia nel gioco che nell'anime)/difensore (solo nell'anime) e capitano non indicato della Galaxy Eleven, numero 20

### Aoba Gyr
Aoba Gyr, nome originale Arbega Gordon (アルベガ・ゴードン?, Arubega Gōdon), portiere e capitano della Magmavia col numero 1 e difensore (sia nel gioco che nell'anime)/portiere (solo nell'anime) della Galaxy Eleven col numero 12

Doppiato da Kōsuke Takaguchi e in italiano da Alessandro Zurla

Alieno somigliante ad un uccello antropomorfo, è alto e ha il piumaggio marrone, gli occhi marroni e una lente che gli copre l'occhio destro. Facendo parte della fazione favorevole alle macchine del suo pianeta, si è tolto le ali per sostituirle con braccia robotiche ed è orgoglioso della forza che ha ottenuto facendo questo. È il figlio di Ragang Gyr, che al contrario di Aoba fa parte della fazione contraria alle macchine. Nella sua lente è inserito un computer con il quale riesce a coordinare i movimenti dei suoi compagni e a calcolare quali traiettorie devono eseguire per effettuare i passaggi giusti. Usa:
- Totem: Gouryuu (ゴウリュウ? lett. "Drago forte"):

Aoba si trasforma in un grande pangolino rosso. Appare per la prima volta nell'episodio 31.
- Tecnica con Totem:

Tecnica di parata. Aoba colpisce la palla con la coda, respingendola via.
- Cima Vulcanica (Volcano Head, ボルケイノヘッド?, Borukeino heddo):

Tecnica di parata usata solo nel gioco. Aoba, con le braccia piegate, si abbassa e colpisce la palla con una violenta testata, respingendola via. Nel momento in cui Aoba colpisce la palla alle sue spalle appare un vulcano in eruzione.

### Ogar Circes
Ogar Circes, nome originale Barga Zachs (バルガ・ザックス?, Baruga Zakkusu), difensore della Silica col numero 4, della Falam Medius col numero 3 e della Galaxy Eleven col numero 13

Doppiato da Ryo Iwasaki e in italiano da Andrea Bolognini

Ha lunghi capelli rossi, gli occhi neri, dei segni arancioni sulla faccia, la pelle marrone chiaro e delle corna ed è molto muscoloso. Fa parte dei Guardiani Celesti di Falam Orbius e la squadra a cui è stato inviato è la Silica, in cui indossa una maglia diversa da quella dei suoi compagni. È arrogante e gioca in maniera scorretta, cercando di imporsi e ignorando il capitano K'aran Uogu. Nel secondo tempo della sfida con la Earth Eleven, quando i suoi compagni decidono di non dargli più retta, abbandona il campo, venendo sostituito. La sua squadra è la Falam Medius. Usa:
- Totem: Gandoran (ガンドラン?, Gandoran):

Ogar si trasforma in un triceratopo marrone. Appare per la prima volta nell'episodio 37.
- Tecnica con Totem:

Tecnica di difesa. Ogar carica l'avversario, l'afferra con le sue corna e lo scaraventa in aria, rubandogli la palla.
- Martello del Deserto (Rock Hammer, ロックハンマー?, Rokku hanmā):

Tecnica di difesa usata nell'episodio 22. Ogar dà un pugno al terreno e tira fuori da esso un gigantesco martello di roccia; dopodiché, Ogar salta e lo sbatte violentemente sul terreno, sbalzando via l'avversario e rubandogli il pallone.

### K'aran Uogu
K'aran Uogu, nome originale Kazerma Woorg (カゼルマ・ウォーグ?, Kazeruma Wōgu), centrocampista e capitano della Silica col numero 7 e difensore della Galaxy Eleven col numero 14

Doppiato da Kengo Kawanishi e in italiano da Mattia Bressan

Ha i capelli grigio chiaro, gli occhi rossi e la pelle rossastra con dei segni bianchi sulla testa e del bianco intorno alla bocca. Crede che tutte le partite debbano essere giocate in modo onesto e odia chi gioca in modo sporco. Usa:
- Totem: Dōma (ドーマ?):

K'aran si trasforma in una grande lucertola gialla e bianca. Appare per la prima volta nell'episodio 23.
- Tecnica con Totem:

Tecnica di dribbling. K'aran prende la palla in bocca e va sottoterra, per poi sbucare fuori travolgendo l'avversario e superandolo.
- Missile di Sabbia (Dust Javelin, ダストジャベリン?, Dasuto jaberin):

Tecnica di tiro usata nell'episodio 23. K'aran calcia in aria il pallone, dal quale esce della sabbia che lo accompagna in porta prendendo la forma di una lancia.
- Minatore (Dig Through, ディグスルー?, Diggu surū):

Tecnica di dribbling usata solo nel gioco. K'aran salta e rotea su se stesso come una trivella, quindi va sottoterra per poi sbucare fuori, dietro l'avversario.

### Plink Powai
Plink Powai, nome originale Powai Pichori (ボワイ・ピチョリ?), centrocampista e capitano della Naiadi col numero 5 e difensore (solo nel gioco)/centrocampista (solo nell'anime) della Galaxy Eleven col numero 15

Doppiata da Fumiko Orikasa e in italiano da Tiziana Martello

Ragazza dai capelli azzurri e in fondo bianchi, dagli occhi viola e dalla pelle azzurra. Come tutti gli abitanti di Naiadi, ha il potere di vedere l'"Aetir" (Azur), un globo di luce sulla testa delle persone che a seconda della forma e del colore rappresenta le loro emozioni. Parla di sé in terza persona, nel doppiaggio originale. Decide le strategie in base al suo umore e ai suoi pensieri. Usa:
- Totem: Dolphanus (ドルファヌス?, Dorufanusu):

Plink si trasforma in un delfino azzurro. Powai la usa solo nel gioco.
- Tecnica con Totem:

Tecnica di difesa.
- Flusso Liquido (Liquid Flow, リキッドフロウ?, Rikiddo furou):

Tecnica di dribbling usata solo nel gioco. Plink si trasforma in un flusso d'acqua e gira intorno all'avversario; dopo averlo dribblato, Plink ritorna normale.

### Rondula Flehl
Rondula Flehl, nome originale Hilary Flail (ヒラリ・フレイル?, Hirari Fureiru), centrocampista della Naiadi col numero 7, della Falam Medius col numero 6 e della Galaxy Eleven col numero 16

Doppiata in giapponese da Yū Kobayashi e in italiano da Emanuela Pacotto

Ragazza dai lunghi capelli celeste chiaro e in fondo viola, dagli occhi azzurri e con una benda che le copre l'occhio sinistro. Fa parte dei Guardiani Celesti di Falam Orbius ed è il suo unico membro di sesso femminile; la squadra a cui è stata inviata è la Naiadi, in cui indossa una maglia diversa da quella dei suoi compagni. Ha il potere di usare i suoi lunghi capelli per privare gli altri della loro forza vitale. Entra nel secondo tempo della sfida contro la Earth Eleven, mentre nel primo resta in panchina. La sua squadra è la Falam Medius. Usa:
- Totem: Phoenikias (フェニキアス?, Fenikiasu):

Rondula si trasforma in una fenice azzurra. Appare per la prima volta nell'episodio 37.
- Tecnica con Totem:

Tecnica di dribbling. Rondula mostra all'avversario la sua coda, la quale si illumina e lo abbaglia, permettendo a Rondula di superarlo.
- Schiaffo Atterrante (Jack Knife, ジャックナイフ?, Jakku naifu):

Tecnica di dribbling usata nell'episodio 27. Rondula gira su se stessa generando un flusso d'acqua che infilza l'avversario nella schiena e lo blocca davanti a lei, che lo colpisce con il flusso d'acqua sbalzandolo via.

### Stag Kwatta
Stag Kwatta (スタッグ・クワッタ?, Sutaggu Kuwatta), centrocampista e capitano della Fertilia col numero 9; centrocampista della Galaxy Eleven col numero 17 solo nel gioco

Doppiato da Kenjirō Tsuda e in italiano da Marcello Moronesi

Ha i capelli bianchi e gli occhi senza pupille. È il membro più grande della Fertilia. Usa:
- Totem: Gusfii (グスフィー?, Gusufī):

Stag si trasforma in un grande formichiere verde. Appare per la prima volta nell'episodio 34.
- Tecnica con Totem:

Tecnica di dribbling. Stag fa cadere dal suo corpo delle bacche che esplodono intorno all'avversario, creando una nuvola di polvere che lo blocca, quindi Stag lo supera.
- Salto sui Funghi (Mushroom Hop, マッシュルームホップ?, Masshurūmu hoppu):

Tecnica di dribbling usata nell'episodio 33. Stag, con la palla al piede, esegue dei salti, creando dei funghi non appena tocca terra, i quali spariscono dopo che Banda ha superato l'avversario.
- Gigant Vine (ギガントバイン?, Giganto bain):

Tecnica di tiro usata solo nel gioco. Stag spinge la palla nel terreno, dal quale poi cresce un'enorme pianta che avvolge la palla mentre si dirige in porta.

### Bala Gasgula
Bala Gasgula, nome originale Rodan Gasgus (ロダン・ガスグス?, Rodan Gasugusu), attaccante della Magmavia col numero 10 e della Falam Medius col numero 11 e centrocampista della Galaxy Eleven col numero 19

Doppiato da Ayumi Fujimura e in italiano da Gea Riva 

È basso di statura, ha i capelli neri coperti da un cappuccio, gli occhi rossi, due corna, uno rosso e uno bianco, e una parte del viso rossa. Fa parte dei Guardiani Celesti di Falam Orbius e la squadra a cui è stato inviato è la Magmavia, in cui indossa una maglia diversa da quella dei suoi compagni. La sua squadra è la Falam Medius. Nel doppiaggio italiano viene confusamente definito una femmina. Usa:
- Totem: Dorūga (ドルーガ?):

Bala si trasforma in una tigre rossa. Appare per la prima volta nell'episodio 28, durante una partita di allenamento.
- Tecnica con Totem:

Tecnica di tiro. Bala salta e ruggisce, facendo caricare di fuoco la palla e spedendola in porta.
- Fulmine Vulcanico (Kazanrai, カザンライ?):

Tecnica di tiro usata nell'episodio 30. Bala unisce le mani sopra la testa e, dopo che le ha sciolte, dietro di lui si materializza un vulcano in eruzione; dopo di che Bala salta, rotea su se stesso e tira la palla col piede destro, spedendola in porta avvolta da lava e fulmini. I "fulmini vulcanici" sono fulmini prodotti all'interno di una colonna eruttiva di un vulcano.

### Banda Crix Jr.
Banda Crix Jr., nome originale Banda Koloogyu Jr. (バンダ・コローギュ Jr?, Banda Korōgyu Junia), soprannominato Junior (ジュニア?, Junia), centrocampista della Galaxy Eleven, numero 21

Doppiato da Jun Konno

Ha i capelli bianchi e gli occhi rossi. È un alieno di Fertilia ed è il figlio di Banda Crix dell'omonima squadra del pianeta. Usa:
- Totem: Gusfii (グスフィー?, Gusufī):

Banda si trasforma in un grande formichiere verde. Banda la usa nell'episodio 41.
- Tecnica con Totem:

Tecnica di dribbling. Banda fa cadere dal suo corpo delle bacche che esplodono intorno all'avversario, creando una nuvola di polvere che lo blocca, quindi Banda lo supera.

### Gandares Ballon
Gandares Ballon, nome originale Gandales Baran (ガンダレス・バラン?, Gandaresu Baran), attaccante della Ratoniik Eleven col numero 11, della Falam Medius col numero 8 e della Galaxy Eleven col numero 22

Doppiato da Kazuyuki Okitsu e in italiano da Ruggero Andreozzi
Ha lunghi cappelli neri con una parte a forma di corno, gli occhi viola scuro e dei segni viola scuro sotto gli occhi. Fa parte dei Guardiani Celesti di Falam Orbius e la squadra a cui è stato inviato è la Fertilia, in cui indossa una maglia diversa da quella dei suoi compagni. È il fratello minore di Ruger Ballon. La sua squadra è la Falam Medius. Nella versione italiana è stato mantenuto il suo nome originale. Usa:
- Totem: Belion (ベリオン?, Berion):

Gandares si trasforma in un nekomata nero. Appare per la prima volta nell'episodio 39.
- Tecnica con Totem:

Tecnica di tiro. Gandares corre velocemente a zig zag e salta, ruota su se stesso e colpisce la palla con le sue code, formando una X viola e spedendola in porta.
- Urlo dell'Eden (Scream of Eden, スクリーム・オブ・エデン?, Sukurīmu obu Eden):

Tecnica di tiro usata in combinazione con Ruger nell'episodio 33. Ruger morde una mela gialla e la lancia in aria, quindi Gandares inizia ad urlare, facendo caricare la mela di energia viola; dopodiché, i due saltano e tirano, e la mela gialla diventa la palla e si dirige in porta avvolta da un'aura viola e bianca.
- Pinguino Imperatore n°2 (Kōtei Penguin Nigō, 皇帝ペンギン2号 Kōtei pengin nigō?):

Tecnica di tiro usata nella Falam Medius in combinazione con Ruger e Astero Black solo nell'anime, nell'episodio 39, già usata da Jude Sharp (Yūto Kidō) nella prima serie. Ruger e Gandares scattano in avanti, quindi Astero fischia, facendo sbucare dal terreno cinque pinguini imperatori blu, e calcia la palla, che va verso Rugel e Gandales seguita dai pinguini; Ruger e Gandares calciano insieme la palla e la spediscono in porta, sempre seguita dai pinguini.

### Ruger Ballon
Ruger Ballon, nome originale Ryugel Baran (リュゲル・バラン?, Ryugeru Baran), attaccante della Ratoniik Eleven col numero 10, della Falam Medius col numero 9 e della Galaxy Eleven col numero 23

Doppiato da Arthur Lounsbery e in italiano da Federico Viola

Ha i capelli bianchi con una parte a forma di corno, gli occhi viola chiaro e un segno viola chiaro a forma di diamante sulla fronte. Fa parte dei Guardiani Celesti di Falam Orbius e la squadra a cui è stato inviato è la Fertilia, in cui indossa una maglia diversa da quella dei suoi compagni. È il fratello maggiore di Gandares Ballon. La sua squadra è la Falam Medius. Nella versione italiana è stato mantenuto il suo nome originale. Usa:
- Totem: Pelion (ぺリオン?, Perion):

Ruger si trasforma in un nekomata bianco. Appare per la prima volta nell'episodio 39.
- Tecnica con Totem:

Tecnica di tiro. Ruger corre velocemente a zig zag e salta, ruota su se stesso e colpisce la palla con le sue code, formando una X viola e spedendola in porta.
- Urlo dell'Eden (Scream of Eden, スクリーム・オブ・エデン?, Sukurīmu obu Eden):

Tecnica di tiro usata in combinazione con Gandares nell'episodio 33. Ruger morde una mela gialla e la lancia in aria, quindi Gandares inizia ad urlare, facendo caricare la mela di energia viola; dopodiché, i due saltano e tirano, e la mela gialla diventa la palla e si dirige in porta avvolta da un'aura viola e bianca.
- Pinguino Imperatore n°2 (Kōtei Penguin Nigō, 皇帝ペンギン2号 Kōtei pengin nigō?):

Tecnica di tiro usata nella Falam Medius in combinazione con Gandares e Astero Black solo nell'anime, nell'episodio 39, già usata da Jude Sharp (Yūto Kidō) nella prima serie. Ruger e Gandares scattano in avanti, quindi Astero fischia, facendo sbucare dal terreno cinque pinguini imperatori blu, e calcia la palla, che va verso Ruger e Gandares seguita dai pinguini; Ruger e Gandares calciano insieme la palla e la spediscono in porta, sempre seguita dai pinguini.

### Zah Hara
Zah Hara, nome originale Zaba Harler (ザバ・ハーラー?, Zaba Hārā), attaccante della Silica col numero 9 e (solo nel gioco) della Galaxy Eleven col numero 24

Doppiato da Hiroaki Tajiri

È alto ed ha i capelli neri, gli occhi senza pupille, la pelle rossastra con dei segni rosa sulla testa e del bianco intorno alla bocca e delle corna. Usa:
- Totem: Gūma (グーマ?):

Zah si trasforma in una grande lucertola rossa. Zah la usa solo nel gioco.
- Tecnica con Totem:

Tecnica di tiro. Zah prende la palla in bocca e, dopo aver strizzato l'occhio destro due volte e caricato i suoi polmoni di energia gialla, sputa la palla avvolta da energia gialla e spedendola in porta.
- Minatore (Dig Through, ディグスルー?, Diggu surū):

Tecnica di dribbling usata nell'episodio 22. Zah salta e rotea su se stesso come una trivella, quindi va sottoterra per poi sbucare fuori, dietro l'avversario.
- Missile di Sabbia (Dust Javelin, ダストジャベリン?, Dasuto jaberin):

Tecnica di tiro usata solo nel gioco. Zah calcia in aria il pallone, dal quale esce della sabbia che accompagna la palla in porta prendendo la forma di una lancia.

### Tinkel Urmia
Tinkel Urmia, nome originale Urumi Chapupu (ウルミ・チャププ?), centrocampista della Naiadi col numero 4 e (solo nel gioco) della Galaxy Eleven col numero 25

Doppiata da Aoi Yūki

Ragazza bassa di statura, dai capelli blu scuro e in fondo bianchi, dagli occhi rossi e viola e dalla pelle azzurra. Come tutti gli abitanti di Naiadi, ha il potere di vedere l'"Aetir" (Azur), un globo di luce sulla testa delle persone che a seconda della forma e del colore rappresenta le loro emozioni. È curiosa, gli piacciono le cose felici e gioca sempre con Plink. Usa:
- Totem: Dolphanus (ドルファヌス?, Dorufanusu):

Tinkel si trasforma in un delfino azzurro. Urumi la usa solo nel gioco.
- Tecnica con Totem:

Tecnica di difesa.
- Cascata Gloriosa (Waterfall, ウォーターフォール?, Wōtāfōru):

Tecnica di difesa usata solo nel gioco. Tinkel crea un'enorme cascata con la quale travolge l'avversario, sottraendogli la palla.
- Flusso Liquido (Liquid Flow, リキッドフロウ?, Rikiddo furou):

Tecnica di dribbling usata solo nel gioco. Tinkel si trasforma in un flusso d'acqua e gira intorno all'avversario; dopo averlo dribblato, Tinkel ritorna normale.
- Bolla Vagante (Bubble Boil, バブルボイル?, Baburu boiru):

Tecnica di tiro usata solo nel gioco. Tinkel alza il braccio destro creando un muro d'acqua che diventa calda e che carica il pallone; dopodiché, Tinkel lo tira.

### Trickel Van
Trickel Van, nome originale Van Tareru (ヴァン・タレル?), portiere della Naiadi col numero 1 e (solo nel gioco) della Galaxy Eleven col numero 26

Doppiato da Yūki Tai e in italiano da Alessandro Germano

Ha i capelli viola chiaro e in fondo bianchi, gli occhi rossi e la pelle azzurra. Come tutti gli abitanti di Naiadi, ha il potere di vedere l'"Aetir" (Azur), un globo di luce sulla testa delle persone che a seconda della forma e del colore rappresenta le loro emozioni. Usa:
- Totem: Delpinus (デルピヌス?, Derupinasu):

Trickel si trasforma in un delfino grigio. Van la usa solo nel gioco.
- Tecnica con Totem:

Tecnica di parata. Trickel emette dalla bocca delle onde sonar di ecolocalizzazione che bloccano la palla.
- Dardo Marino (Aqua Breath, アクアブレス?, Akua buresu):

Tecnica di parata usata nell'episodio 26. Dal corpo di Trickel esce una luce che in seguito rientra; Trickel poi forma un tubo con le mani vicino alla bocca e spara da essa un getto d'acqua che blocca il pallone e lo respinge.

### Mayon Langcrest
Mayon Langcrest, nome originale Mayon Creste (マヨン・クレステ?, Mayon Kuresute), difensore della Magmavia col numero 2 e (solo nel gioco) della Galaxy Eleven col numero 27

Doppiata da Aya Endō

Ragazza aliena somigliante ad un uccello antropomorfo, ha il piumaggio blu scuro e gli occhi gialli. Facendo parte della fazione favorevole alle macchine del suo pianeta, si è tolta le ali per sostituirle con braccia robotiche: essendo un'amica di infanzia di Aoba, l'ha fatto nello stesso momento in cui l'ha fatto lui. Nessuno degli altri giocatori della Magmavia può conoscere il loro passato. Usa:
- Totem: Garyuu (ガリュウ?):

Mayon si trasforma in un grande pangolino nero. Mayon la usa solo nel gioco.
- Tecnica con Totem:

Tecnica di difesa. Mayon si lancia da una montagna e rotola diverse volte sulle rocce in direzione dell'avversario, rubandogli la palla.
- Volo Vulcanico (Volcanic Fly, ボルカニックフライ?, Borukanikku furai):

Tecnica di difesa usata solo nel gioco. Mayon viene spinta in alto da un getto di lava che parte sotto i suoi piedi e così vola in aria e ruba la palla all'avversario.

### Longa Kamicula
Longa Kamicula (ロンガ・カミキュラ?, Ronga Kamikyura), portiere della Fertilia col numero 1 e (solo nel gioco) della Galaxy Eleven col numero 28

Doppiato da Yūki Tai

Ha lunghi capelli verde scuro e gli occhi viola. Usa:
- Totem: Mossfii (モスフィー?, Mosufī):

Longa si trasforma in un grande formichiere blu. Longa la usa solo nel gioco.
- Tecnica con Totem:

Tecnica di parata. Longa fa cadere dal suo corpo delle bacche che esplodono, creando una nuvola di polvere che blocca la palla.
- Trappola Vegetale (Big Mouth, ビッグマウス?, Biggu mausu):

Tecnica di parata usata nell'episodio 34. Longa, con un gesto della mano destra, evoca dal terreno, con un gesto della mano, una gigantesca pianta carnivora verde che cattura il pallone nella sua morsa e lo disintegra.

### Giocatori temporanei
Manūba Gibutsu (マヌーバ・ギブツ?), attaccante della Earth Eleven, numero 10

Doppiato da Takashi Ōhara

È un alieno che ha preso il posto di Victor nella Earth Eleven, spacciandosi per lui, quando Victor è prigioniero di Roleia Orbes. Quando è camuffato da Victor assomiglia molto a lui, tranne per il fatto che ha gli occhi viola con le borse sotto. Nel suo vero aspetto è calvo, ha dei tatuaggi sulla testa e gli occhi grigi con la sclera rossa. Fa qualsiasi lavoro se è pagato abbastanza e la sua specialità è il camuffamento. Nell'episodio 35 rivela di essere un impostore, rapisce Potomuri Emnator nel corpo di Glacia Vessal e porta via i quattro "Frammenti della Speranza" (Kibō no Kakera); Ozrock Boldar rivela che Manūba si è infiltrato proprio per rubare i Frammenti e portarli a lui.

### Staff della squadra
Astero Black, nome originale Ryūsei Kuroiwa (黒岩 流星?, Kuroiwa Ryūsei), allenatore dell'Inazuma Japan e della Earth Eleven

Doppiato in giapponese da Seiji Sasaki e in italiano da Silvio Pandolfi

Il misterioso allenatore della squadra. Ha i capelli bianchi con una coda di cavallo e la barba anch'essa bianca, porta gli occhiali da sole ed ha una grande cicatrice sul viso. Era già apparso in Inazuma Eleven sotto il nome di Ray Dark. Viene molto criticato dai tifosi durante la partita di esibizione della sua nazionale, vista la sconfitta subita per 10-1 contro la Royal Academy. Era già apparso nel gioco Inazuma Eleven GO Chrono Stones, ma non nell'anime, come allenatore della Figli della notte, e si faceva chiamare "Avo" (グランドファーザー?, Gurandofāzā, in inglese "nonno"). Nella sua apparizione in Inazuma Eleven GO Chrono Stones, parla con Wolfram Vulpeen e Desmodus Dracul dicendo di essere stato riportato in vita per svolgere una missione e che loro due non hanno la forza necessaria per parteciparvi. Dice anche che il suo ultimo compito come allenatore sarà trovare e allenare una squadra abbastanza forte da riuscire a salvare il pianeta. In seguito, in Inazuma Eleven GO: Galaxy, viene rivelato il motivo della missione: un gruppo di alieni vuole invadere la Terra e il motivo per cui ha riunito dei giocatori che non sanno giocare a calcio insieme a Arion, Riccardo e Victor per formare la squadra che salverà il pianeta è perché essi possiedono, come Arion, Riccardo e Victor, il potere dei Totem. Inizialmente non viene rivelata la sua vecchia identità, sebbene oltre ad assomigliare a Ray Dark, vengono dati inizialmente altri indizi che potrebbe essere lui: nel gioco dice di essere stato riportato in vita; inoltre l'allenatore della Royal Academy Jude Sharp, quando Astero va via dallo stadio dopo la partita nel primo episodio, lo chiama "mio maestro, Ray Dark", e Caleb Stonewall , durante il colloquio tra lui e Astero per organizzare la partita tra Inazuma Japan e Resistenza del Sol Levante nell'episodio 14, lo chiama "Signor Dark". Nell'episodio 18 dichiara di essere effettivamente Ray Dark: dopo l'incidente di dieci anni prima, Dark effettivamente muore per le troppe ferite subite. Nonostante ciò i medici vollero provare una nuova droga farmaceutica non ancora approvata dal governo per provare a rianimarlo. Come risultato dell'operazione, Dark ritorna a vivere e guadagna l'abilità di riuscire a vedere quali persone posseggono il potere del Totem. Grazie a questa abilità viene poi contattato da Axel per formare quella che sarebbe poi diventata la Earth Eleven e vincere il torneo Grand Celesta Galaxy, così da sventare l'invasione aliena. Per questo aveva inscenato il Football Frontier International Vision 2: per formare una squadra abbastanza forte da poter sconfiggere gli invasori. Tuttavia, nell'episodio 35, confessa a Riccardo di essere un traditore e che il suo unico obiettivo è diventare il dio del calcio. Infatti, nell'episodio 36, si dimette dal ruolo di allenatore della squadra. Il suo destino è ignoto poiché alla fine della partita contro la Flotta Ixar, dopo la premiazione della Earth Eleven, viene avvolto da un raggio traente proveniente da un'astronave aliena nei cieli di Falam Orbius e sparisce (episodio 43).
Glacia Vessal, nome originale Minori Mizukawa (水川 みのり?, Mizukawa Minori), manager dell'Inazuma Japan e della Earth Eleven

Doppiata da Ayahi Takagaki e in italiano da Annalisa Usai

È la fredda e impassibile assistente personale di Astero Black, una ragazza pallida dai capelli e dagli occhi verde scuro. Nell'episodio 23 dice di essere in realtà è un'aliena del pianeta Eclissus, camuffata da essere umano. Nell'episodio 24 si scopre che era invece una ragazza umana in coma, che lo spirito di Potomuri, sopravvissuto alla distruzione del pianeta Eclissus, fece risvegliare controllando il suo corpo: è quindi sempre controllata da lui, tranne quando Potomuri assume l'aspetto di una bambola a forma di clown; quando non è controllata da lui, mostra una personalità più aggressiva. Nell'episodio 35 viene rapita dall'impostore Manuuba Gibutsu insieme ai quattro "Frammenti della Speranza" (Kibō no Kakera) e portata davanti a Ozrock. Riappare nell'episodio 43 dopo la scomparsa dello spirito di Potomuri. La parola mizu (水?) vuol dire "acqua", mentre kawa (川?) significa "fiume".
Ptumri Emnator (ポトムリ・エムナトル?, Potomuri Emunatoru), assistente dell'allenatore nell'Inazuma Japan e nella Earth Eleven

Doppiato da Shin'ichirō Mikie in italiano Pino Pirovano

Basso di statura, è vestito come un clown o un giullare. Inizialmente non si sa molto di lui, se non che è l'assistente dell'allenatore Astero Black. Nell'episodio 24 si scopre che è un alieno del pianeta Eclissus, sopravvissuto sotto forma di spirito alla distruzione del pianeta dovuta ad un buco nero. Girando nello spazio, arrivò sulla Terra e si impossessò del corpo di una ragazza in coma, Glacia Vessal, che quindi è sempre controllata da lui tranne quando lui si sposta nel corpo della bambola a forma di clown. Prima di diventare uno spirito era un uomo adulto dai capelli neri e dagli occhi viola, con degli occhialetti. Quando trasforma il corpo di Glacia nel suo, esso appare identico al suo vero aspetto, con l'unica differenza dei capelli, che sono verde scuro. Nell'episodio 27 rivela che era uno scienziato e che stava lavorando al "Cannone Cosmico a Fotoni al Plasma" (Cosmic Plasma Kōshi Hō), un'arma in grado di distruggere il buco nero per salvare Eclissus. Dopo che Falam Orbius viene salvato da un buco nero grazie al "Cannone Cosmico a Fotoni al Plasma", nell'episodio 43, ritorna a essere uno spirito e a vagare per lo spazio. Era già apparso nel gioco Inazuma Eleven GO Chrono Stones insieme a Astero Black, con il solo nome di Ptumri.
Skie Blue, nome originale Aoi Sorano (空野 葵?, Sorano Aoi), manager dell'Inazuma Japan e della Earth Eleven

Doppiata da Sayaka Kitaharain italiano Martina Felli

La manager della Raimon, in questa serie svolge lo stesso ruolo per la Inazuma Japan e per la Earth Eleven. A differenza di quanto avviene nelle serie precedenti, Skie porta i capelli a caschetto.
Shipwood, nome originale Hiromasa Funagi (船木 宏正?, Funagi Hiromasa), vice-allenatore dell'Inazuma Japan

Doppiato da Jun Konno

Shipwood è il vice-allenatore della squadra. È alto, ha i capelli marroni e indossa gli occhiali. È molto scettico e pessimista nei confronti della squadra e contesta pesantemente le decisioni di Astero. Nel gioco può essere reclutato e gioca come portiere.

## Squadre del Football Frontier International Vision 2

### Fire Dragon (Corea del Sud)
La Fire Dragon (ファイアードラゴン?, Faiā Doragon) è la prima squadra che la Inazuma Japan affronta nel torneo di qualificazione asiatico, nei sedicesimi di finale, e viene sconfitta da essa per 2-1. È allenata da Changsu Choi (Chae Chan-soo), capitano della precedente Fire Dragon. È composta interamente da alieni, i quali si sono camuffati con l'aspetto dell'allenatore e dei giocatori ai quali si sono sostituiti. Alla fine della partita, nello spogliatoio, rimangono sul pavimento solo le divise dei giocatori con una strana sostanza verde accanto.
Nam Do-Hyeon (ナム・ドヒョン?, Namu Doyon), portiere, numero 1

Doppiato da Ryō Iwasaki

Ha i capelli marroni che gli coprono l'occhio sinistro e gli occhi azzurri. Usa la tecnica:
- Scarica Esplosiva (Dai Bakuhatsu Harite, 大爆発張り手? lett. "Grande harite esplosivo"):

Tecnica di parata usata nell'episodio 3, già stata usata dal portiere della vecchia Fire Dragon Jang Cho (Jo Jung Soo). Le mani di Nam Do-Hyeon prendono fuoco; dopodiché egli le sbatte e colpisce ripetutamente la palla finché non viene respinta. Il termine harite (張り手?) è utilizzato nel sumo per indicare lo schiaffo con la mano aperta.
Chae Shin-Jae (チェ・シンジェ?, Che Shinje), difensore, numero 2

Ha i capelli celesti-grigi e gli occhi viola.
Pae Jyeon-Ho (ペ・ジョンホ?, Pe Jonho), difensore, numero 3

Doppiato da Yūki Tai

Ha i capelli biondo chiaro, gli occhi rossi e lo sguardo penetrante. Usa la tecnica:
- Fiamma Sfrecciante (Chibashiri Kaen, 地走り火炎? lett. "Fiamma del primo raccolto della terra").

Tecnica di difesa usata nell'episodio 3, già usata dal difensore della vecchia Fire Dragon Umi Wang (Hwan Woo-Myang). Pae Jyeon-Ho sferza l'aria con la gamba e ruba la palla all'avversario con la gamba avvolta dalle fiamme.
Seo Young-Jin (ソ・ヨンジン?, So Yonjin), difensore, numero 4

Di statura media, ha i capelli grigi e gli occhi con la sclera nera senza pupille,
Singh Woo-Jin (シン・ウジン?, Shin Ujin), difensore, numero 5

È pallido ed ha i capelli viola e gli occhi chiusi. Usa anche lui, nel gioco, la tecnica Fiamma Sfrecciante (Chibashiri Kaen, 地走り火炎? lett. "Fiamma del primo raccolto della terra").
Yang Goun (ヤン・ゴウン?, Yan Goun), centrocampista, numero 6

Alto di statura, è forzuto ed ha i capelli blu e gli occhi neri senza sclera. Usa la tecnica:
- Fusibile Esplosivo (Dōkasen, 導火線? lett. "Miccia"):

Tecnica di dribbling usata solo nel gioco. Goun colpisce la palla che, rotolando al suolo e infiammandosi, colpisce l'avversario sbalzandolo via.
Song Ji-Hoon (ソン・ジフン?, Son Jifun), centrocampista, numero 7

Ha i capelli marroni e una fascia bianca tra essi. Usa anche lui, nel gioco, la tecnica Fusibile Esplosivo (Dōkasen, 導火線? lett. "Miccia").
Pyon Ming-So (ピョン·ミンソ?, Pyon Minso), centrocampista, numero 8

Doppiata da Aoi Yūki

Ragazza dai capelli rosa legati in due trecce e dagli occhi neri. Usa anche lei, nel gioco, la tecnica Fusibile Esplosivo (Dōkasen, 導火線? lett. "Miccia").
Sim So-Yeon (シム・ソヨン?, Shimu Soyon), attaccante, numero 9

Ragazza pallida, con lunghi capelli marrone chiaro legati in una coda e occhi azzurri, neri e bianchi.
Yun Lee, nome originale Lee Chyun-Yun (リ・チュニュン?, Ri Chunyun), attaccante e capitano, numero 10

Doppiato da Kensuke Satō

Ha i capelli verde scuro con una piccola coda di cavallo e gli occhi gialli. Porta gli occhiali ed è soprannominato il "Vento della Corea" per la sua incredibile velocità. Usa la tecnica:
- Fuoco Istantaneo (Rapid Fire, ラピッドファイア?, Rapiddo faia):

Tecnica di tiro usata nell'episodio 3. Yun Lee compie dei movimenti con le braccia e in seguito, dopo aver colpito il pallone due volte e averlo infiammato, lo tira spedendolo in porta con potenza.
Huang Jun-Ho (ファン・ジュン?, Fan Jun), attaccante, numero 11

È pallido e ha lunghi capelli grigi e gli occhi neri.

### Big Waves (Australia)
La Big Waves (ビッグウェイブス?, Biggu Weibusu) è la seconda squadra che la Inazuma Japan affronta nel torneo di qualificazione asiatico, negli ottavi di finale, e viene sconfitta da essa per 3-2. È allenata da Orlando Sherman (オーランド・シャーマン?, Ōrando Shāman). È composta interamente da alieni, i quali si sono camuffati con l'aspetto dell'allenatore e dei giocatori ai quali si sono sostituiti. Nel doppiaggio italiano la squadra mantiene il suo nome originale, a differenza della serie Inazuma Eleven, in cui i membri della squadra erano chiamati semplicemente "gli Australiani"; nonostante questo, nell'episodio 6 vengono chiamati da Zippy "Grandi Onde", che è la traduzione italiana del loro nome originale.
Tattica Micidiale: Mulinello (Suck Out, サックアウト?, Sakku auto):

Quattro giocatori ruotano intorno all'avversario, formando un mulinello che si stringe sempre di più fino a diventare un vortice d'acqua che sbalza via l'avversario, e uno dei giocatori ruba la palla.
Jude Gordon (ジュード・ゴードン?, Jūdo Gōdon), portiere, numero 1

Doppiato da Seiji Sasaki

Ha lunghi capelli celesti e gli occhi grigi. Usa la tecnica:
- Zanne di Coccodrillo (Crocodile Fang, クロコダイルファング?, Kurokodairu fangu):

Tecnica di parata usata solo nel gioco. Jude posiziona le mani e afferra il pallone in maniera simile alla tecnica Morso della Belva (Beast Fang) di Joseph King (Kōjirō Genda), con la differenza che, al posto della pantera, compare un coccodrillo.
Owen Easter (オーウェン・イースター?, Ōwen Īsutā), difensore, numero 2

Ha i capelli grigi che gli coprono l'occhio sinistro e gli occhi gialli. Usa la tecnica:
- Tornado di Sabbia (Willy Willy, ウィリー・ウィリー?, Wirī wirī):

Tecnica di difesa usata solo nel gioco. Owen gira su se stesso creando intorno a sé un vortice di sabbia, col quale colpisce l'avversario e gli ruba la palla. Willy Willy è il termine inglese australiano che indica un diavolo di sabbia.
Hall Ailes (ホール・エールス?, Hōru Ērusu), difensore, numero 3

Ha i capelli verde scuro e gli occhi neri ed è muscoloso. Usa anche lui, nel gioco, la tecnica Tornado di Sabbia (Willy Willy, ウィリー・ウィリー?, Wirī wirī).
Herman Beaumont (ハーマン・ボーモント?, Hāman Bōmonto), difensore, numero 4

Ha i capelli celesti e gli occhi gialli. Usa anche lui, nel gioco, la tecnica Tornado di Sabbia (Willy Willy, ウィリー・ウィリー?, Wirī wirī).
Clam Childs (クラム・チャイルズ?, Kuramu Chairuzu), difensore, numero 5

Basso di statura, ha i capelli biondo chiaro e gli occhi viola.
Squid White (スクィド・ホワイト?, Sukwido Howaito), centrocampista, numero 6

Ha i capelli celesti chiari e gli occhi neri. Usa le tecniche:
• Colpo del Canguro (Kangaroo Kick, カンガルーキック Kangarū Kikku):
Tecnica di dribbling usata solo nel gioco, già usata dal centrocampista della vecchia Big Waves Holly Summers. Squid alza la palla, si volta e la colpisce all'indietro con i piedi uniti scaraventandola addosso all'avversario.
• Tornado di Sabbia (Willy Willy, ウィリー • ウィリー Wirī Wirī):
Tecnica di difesa usata solo nel gioco.
Marsha Ark (マーシャ・アーク?, Māsha Āku), centrocampista, numero 7

Ragazza dai capelli biondo chiaro e dagli occhi gialli.
Cole LaRuze (コール・ラルーゼ?, Kōru Rarūze), centrocampista e capitano, numero 8

Doppiato da Ryō Iwasaki

Ha i capelli biondi e gli occhi verdi ed è pallido. Alla fine della partita contro l'Inazuma Japan si vedono inquietanti vene apparire sulle sue braccia. Usa la tecnica:
- Megalodonte (Megalodon, メガロドン?, Megarodon):

Tecnica di tiro già usata dall'attaccante della vecchia Big Waves Joe Dawes (Joe Jones). Cole tira e la palla viene accompagnata da un minaccioso squalo gigante verso la porta. L'angolazione del movimento dello squalo è diversa da quella del tiro usato da Dawes, e mentre in quest'ultimo la palla è arancione, in quello usato da Cole è azzurra.
Amanda Turner (アマンダ・ターナー?, Amanda Tānā), centrocampista, numero 9

Ragazza pallida dai lunghi capelli verdi legati in una piccola coda e dagli occhi rosa.
Rob Stark (ロブ・スターク?, Robu Sutāku), attaccante, numero 10

Ha i capelli rosso scuro, gli occhi celesti e la pelle scura. Usa anche lui la tecnica Megalodonte (Megalodon, メガロドン?, Megarodon).
Octa Pasun (オクタ・パースン?, Okuta Pāsun), attaccante, numero 11

Doppiato da Tōru Nara

Ha i capelli bianchi, gli occhi blu e la pelle scura. Usa anche lui la tecnica Megalodonte (Megalodon, メガロドン?, Megarodon).

### Le Scimitarre (Arabia Saudita)
Le Scimitarre, nome originale Shamshir (シャムシール?, Shamushīru), sono la terza squadra che la Inazuma Japan affronta nel torneo di qualificazione asiatico, nei quarti di finale, e vengono sconfitti da essa per 3-2. È allenata da Murshid Amir (ムルシド・アミール?, Murushido Amīru), che compare solo nel gioco. A differenza delle squadre comparse precedentemente, ha un nome diverso dalla squadra della stessa nazione comparsa in Inazuma Eleven 3: la vecchia nazionale dell'Arabia Saudita si chiamava I Barracuda. La squadra è conosciuta anche come "I Leoni d'Arabia". È composta interamente da alieni, i quali si sono camuffati con l'aspetto dell'allenatore e dei giocatori ai quali si sono sostituiti. Nonostante questo, è l'unica squadra del Football Frontier International Vision 2 per cui alla fine della partita non è successo un avvenimento paranormale. Non presentano ragazze in squadra. Una shamshir è un'arma persiana.
Tattica Micidiale: Furore del Deserto (Dai Sabaku Sunaarashi, 大砂漠砂嵐? lett. "Grande Tempesta di Sabbia del Deserto"):

Cinque giocatori effettuano contemporaneamente una scivolata, con la quale generano una gigantesca tempesta di sabbia, che travolge e sbaraglia via gli avversari. La seconda volta in cui la tecnica viene usata nell'episodio 9, l'unico in cui compare, nel doppiaggio italiano viene chiamata Tempesta del Deserto.
Sultan Karam (スルタン・カラム?, Surutan Karamu), portiere, numero 1

Doppiato da Hiroaki Tajiri

Ha i capelli verde scuro, gli occhi marroni e la pelle scura. Usa la tecnica:
- Arsura del Deserto (Dry Blow, ドライ・ブロー?, Dorai burō):

Tecnica di parata. Sultan riempie di fiamme la mano destra e colpisce con un pugno il pallone che, dopo essersi infiammato, viene incenerito.
Shakir Zahar (シャーキル・ザハル?, Shākiru Zaharu), difensore, numero 2

Ha due bende bianche che avvolgono parte dei capelli marroni e gli occhi neri.
Assad Gais (アサド・ガイス?, Asado Gaisu), difensore, numero 3

Ha i capelli e la barba rossi, gli occhi neri e la pelle scura ed è muscoloso.
Batal Majid (バタル・マジド?, Bataru Majido), difensore, numero 4

Ha i capelli neri e gli occhi neri.
Kamil Sadid (カミール・サディード?, Kamīru Sadīdo), difensore, numero 5

Ha i capelli verde scuro, gli occhi neri e la pelle scura.
Khalil Utbah (ハリール・ウトバ?, Harīru Utoba), centrocampista, numero 6

Ha i capelli neri, gli occhi marroni e la pelle scura. Usa la tecnica:
- Deriva del Deserto (Desert Drift, デザートドリフト?, Dezāto dorifuto):

Tecnica di dribbling usata solo nel gioco. Khalil, con la palla al piede, crea una scia di sabbia che investe l'avversario, permettendogli così di superarlo.
Nazim Nizar (ナジム・ニザール?, Najimu Nizāru), centrocampista, numero 7

Ha i capelli lilla cespugliosi, gli occhi neri e la pelle scura. Usa anche lui, nel gioco, la tecnica Deriva del Deserto (Desert Drift, デザートドリフト?, Dezāto dorifuto).
Tamir Nasr (タミル・ナスル?, Tamiru Nasuru), centrocampista, numero 8

Doppiato da Aya Endō

Ha i capelli blu, gli occhi argentati e la pelle scura. Usa anche lui, nel gioco, la tecnica Deriva del Deserto (Desert Drift, デザートドリフト?, Dezāto dorifuto).
Rashid Haqim (ラーシド・ハキム?, Rāshido Hakimu), centrocampista, numero 9

Doppiato da Yū Kobayashi

Ha i capelli bianchi, gli occhi chiusi e la pelle scura. Usa anche lui, nel gioco, la tecnica Deriva del Deserto (Desert Drift, デザートドリフト?, Dezāto dorifuto).
Said Aif, nome originale Said Ashraf (サイード・アシュラフ?, Saīdo Ashurafu), centrocampista nel gioco e attaccante nell'anime, capitano, numero 10

Doppiato da Kōsuke Takaguchi

Ha i capelli marroni-verdi, gli occhi neri, un pizzetto e la pelle scura. Come quella di un leone, la sua personalità è particolarmente violenta e aggressiva. Usa la tecnica:
- Corsa all'Oro Nero (Oil Rush, オイルラッシュ?, Oiru rasshu):

Tecnica di tiro. Said unisce le mani in un pugno e lo sbatte violentemente sul terreno, dal quale s'innalza una colonna di petrolio che lo spinge verso l'alto. A quel punto Said tira sul terreno la palla, che nel frattempo si è riempita di petrolio, ed essa si dirige in porta dopo che è spuntata violentemente dal petrolio.
Kasim Bador (カシム・バドル?, Kashimu Badoru), attaccante, numero 11

Doppiato da Kaito Ishikawa

Ha i capelli neri coperti da una bandana bianca, gli occhi neri e la pelle scura. Lo si vede quasi sempre in coppia con Said. Usa anche lui, nel gioco, la tecnica Corsa all'Oro Nero (Oil Rush, オイルラッシュ?, Oiru rasshu).

### Tigri Supersoniche (Thailandia)
Le Tigri Supersoniche, nome originale Mach Tiger (マッハタイガー?, Makku Taigā), sono la quarta squadra che la Inazuma Japan affronta nel torneo di qualificazione asiatico, nelle semifinali, e vengono sconfitti da essa per 3-2. La loro allenatrice è Rasiree Saranyu (ラシリー・サランユ?, Rashirī Saran'yu). Anche in questo caso la squadra ha un nome diverso da quello della vecchia nazionale, i Garuda Volanti. I giocatori della squadra applicano nel calcio la disciplina del muay thai, un'arte marziale originaria della Thailandia, di cui eseguono delle mosse durante la partita. È composta interamente da alieni, i quali si sono camuffati con l'aspetto dell'allenatore e dei giocatori ai quali si sono sostituiti.
Tattica Micidiale: Marcia a Cascata (Tumbling March, タンブリングマーチ?, Tanburingu Māchi):

Cinque giocatori effettuano contemporaneamente delle capriole, con la quale generano un'onda di polvere, che travolge e sbaraglia l'avversario. Tale tattica appare solo nel gioco.
Udom Keawchay (ウドム・ゲウチャイ?, Udomu Geuchai), portiere, numero 1

Doppiato da Ryō Iwasaki

Grosso di statura, ha i capelli marroni-verdi, gli occhi neri e la pelle scura. Usa la tecnica:
- Gomitata Devastante (Killer Elbow, キラーエルボー?, Kirā erubō):

Tecnica di parata usata nell'episodio 12. Dopo aver eseguito dei movimenti con le braccia, Udom salta e gira il braccio destro; il gomito crea una lama di energia che taglia in due il pallone.
Yam Boapan (ヤム・ボアパン?, Yamu Boapan), difensore, numero 2

Doppiato da Jun Konno

Ha i capelli blu scuro con una fascia bianca, gli occhi neri e la pelle scura. Usa la tecnica:
- Blocco a Falce (Death Scythe Middle, デスサイズミドル?, Desu saizu midoru):

Tecnica di difesa usata in combinazione con Napa Radamu, apparsa nell'episodio 12. Yam muove la gamba sinistra mentre Napa muove la gamba destra; essi generano così una lama di energia gialla, che respinge via l'avversario. Può essere usata anche per fermare i tiri.
Napa Ladam (ナパ・ラダーム?, Napa Radāmu), difensore e capitano, numero 3

Doppiato da Akira Konomi

Ha i capelli verde scuro e gli occhi neri. Alla fine del primo tempo della sfida contro la Inazuma Japan, come per Cole LaRuze, appaiono inquietanti vene sul suo braccio destro; oltre a questo, a fine partita, i suoi occhi s'illuminano di una luce lilla altrettanto inquietante. Usa la tecnica Blocco a Falce (Death Scythe Middle, デスサイズミドル?, Desu saizu midoru) insieme a Yam Boapan.
Naderch Sirilak (ナデート・シリラック?, Nadēto Shirirakku), difensore, numero 4

Alto, ha i capelli marroni e gli occhi neri. Usa anche lui, nel gioco, la tecnica Blocco a Falce (Death Scythe Middle, デスサイズミドル?, Desu saizu midoru).
Sarana Kukri (サラナ・ククリ?, Sarana Kukuritto), centrocampista, numero 5

Ragazza dai capelli marroni e dagli occhi verdi. Usa la tecnica:
- Falce Rotante (Death Scythe Low, デスサイズロー?, Desu saizu rō):

Tecnica di dribbling usata solo nel gioco. Salana ruota su se stessa e crea una lama di energia gialla che sbalza via l'avversario.
Sukart Charat, nome originale Sarit Charat (サリット・チャーラット?, Saritto Chinawatto), centrocampista, numero 6

Ragazzo dai capelli marroni che gli coprono l'occhio sinistro, con gli occhi gialli e la pelle chiara, a differenza dei suoi compagni. Usa anche lui, nel gioco, la tecnica Falce Rotante (Death Scythe Low, デスサイズロー?, Desu saizu rō).
Lowarat Lam, nome originale Nawat Lam (ナワット・ラム?, Nawatto Ramu), centrocampista, numero 7

Ha i capelli marroni e gli occhi blu. Usa anche lui, nel gioco, la tecnica Falce Rotante (Death Scythe Low, デスサイズロー?, Desu saizu rō).
Mei Chapati (メイ・チャパティ?), centrocampista, numero 8

Ragazza dai capelli viola scuro e dagli occhi neri. Usa anche lei, nel gioco, la tecnica Falce Rotante (Death Scythe Low, デスサイズロー?, Desu saizu rō).
Bark Sepakro (バーク・セパクロー?, Bāku Sepakurō), centrocampista, numero 9

Ha i capelli rosso scuro, gli occhi verde scuro e la pelle scura. Usa anche lui, nel gioco, la tecnica Falce Rotante (Death Scythe Low, デスサイズロー?, Desu saizu rō).
Klarn Sagot, nome originale Kaolan Sagot (ガオラン・サゴット?, Kaoran Sagotto), centrocampista, numero 10

È calvo, ha gli occhi rossi e la pelle scura ed è muscoloso. Usa anche lui, nel gioco, la tecnica Falce Rotante (Death Scythe Low, デスサイズロー?, Desu saizu rō).
Tanakork Jar, nome originale Tamugan Jar (タムガン・ジャー?, Tamugan Jā), attaccante, numero 11

Doppiato da Yūki Tai

Ha i capelli blu scuro con una coda di cavallo, gli occhi neri e la pelle scura ed è muscoloso. Usa le tecniche:
- Zanne d'Avorio (Ivory Crash, アイボリークラッシュ?, Aiborī kurasshu):

Tecnica di tiro usata nell'episodio 12. Tanakorn lancia con il ginocchio la palla in aria e dopo aver eseguito dei movimenti con le braccia, salta e tira la palla col ginocchio, spedendola in porta avvolta da un'aura gialla, mentre alle sue spalle compare un elefante in carica.
- Falce Rotante (Death Scythe Low, デスサイズロー?, Desu saizu rō):

Tecnica di dribbling usata solo nel gioco.

### Lupi della Bufera (Uzbekistan)
I Lupi della Bufera, nome originale Storm Wolf (ストームウルフ?, Sutōmu Urufu), sono la quinta squadra che la Inazuma Japan affronta nel torneo di qualificazione asiatico, nella finale, e vengono sconfitti da essa per 5-4. È allenata da Nikolay Gagarin (ニコライ・ガガーリン?, Nikorai Gagārin). Ha anch'essa un nome diverso da quello della vecchia nazionale, la Red Viper. È composta interamente da alieni, i quali si sono camuffati con l'aspetto dell'allenatore e dei giocatori ai quali si sono sostituiti. Non presentano ragazze in squadra. Alla fine della partita, sopra lo stadio appare una luce gialla che fa addormentare gli spettatori e fa trasformare tutti i giocatori della squadra in modo che si vedano nelle loro vere sembianze di alieni: esseri dalla pelle grigia e dagli occhi blu chiamati "Gin" (ギン?) (che somigliano molto ai celebri alieni grigi) e distinti l'uno dall'altro con un numero da 1 a 11 accanto a questo nome, che nel gioco formano un'altra squadra, la Inside Silver (インサイドシルバー?, Insaido Shirubā). Appare inoltre un'astronave aliena.
Alexei Karnov (アレクセイ・カルノフ?, Arekusei Karanofu), portiere, numero 1

Doppiato da Fumihiro Okabayashi

Alto e pallido, ha i capelli marroni coperti da una bandana verde scuro, gli occhi chiusi e un pizzetto. Usa la tecnica:
- Presa Contorcente (Twist Reach, ツイストリーチ?, Tsuisuto rīchi):

Tecnica di parata. Alexei allunga il braccio sinistro, il quale rotea e blocca il pallone respingendolo via.
Sergei Chernov (セルゲイ・チェルノフ?, Serugei Cherunofu), difensore, numero 2

Di statura robusta, ha i capelli marroni-verdi di cui una parte è grigia, gli occhi neri e un pizzetto. Usa la tecnica:
- Ruota Tagliente (Rolling Cutter, ローリングカッター?, Rōringu kattā):

Tecnica di difesa usata in combinazione con Mitya. I due saltano e si prendono per le mani e, rotolando, formano una sega circolare che ruba la palla all'avversario e lo sbalza via.
Mitya Elemin (ミーチャ・エレミン?, Mīcha Erumin), difensore, numero 3

Doppiato da Yūki Tai

Ha lunghi capelli viola e gli occhi azzurri. Usa la tecnica Ruota Tagliente (Rolling Cutter, ローリングカッター?, Rōringu kattā) insieme a Sergei.
Yuri Averin (ユーリ・アヴェリン?, Yūri Averin), difensore, numero 4

Ha i capelli bianchi legati in una treccia e gli occhi grigi ed è pallido. Usa anche lui, nel gioco, la tecnica Ruota Tagliente (Rolling Cutter, ローリングカッター?, Rōringu kattā).
Gennady Golbakh (ゲンナジー・ゴリバフ?, Gennajī Goribafu), difensore, numero 5

Grosso di statura, ha i capelli viola e gli occhi neri.
Leonid Mirzayev, nome originale Rolan Lazarev (ロラン・ラザレフ?, Roran Razarefu), centrocampista, numero 6

Doppiato da Yū Kobayashi

Ha lunghi capelli biondi e gli occhi viola ed è pallido. Usa la tecnica:
- Via della Seta (Silk Road, シルクロード?, Shiruku rōdo):

Tecnica di dribbling. Leonid corre mentre, sullo sfondo, si crea uno scenario di un deserto col Sole al tramonto; l'avversario viene abbagliato dalla luce solare e così Leonid può proseguire con la palla al piede. Il nome europeo della tecnica è un riferimento all'omonimo reticolo di itinerari su cui avvenivano i commerci tra Europa e Cina in epoca romana e nel Medioevo.
Rustan Qasimov, nome originale Ruslan Kasimov (ルスラン・カシモフ?, Rusuran Kashimofu), centrocampista, numero 7

Doppiato da Sōma Saitō

Ha i capelli verde acqua che ai lati sono corti e azzurro chiaro e gli occhi neri. È arrogante ma abile nel dirigere le manovre offensive della squadra. Usa anche lui, nel gioco, la tecnica Ruota Tagliente (Rolling Cutter, ローリングカッター?, Rōringu kattā) e la tecnica Via della Seta (Silk Road, シルクロード?, Shiruku rōdo).
Artion Gangrik, nome originale Aaron Gachinsky (アーロン・ガチンスキー?, Āron Gachinsukī), centrocampista, numero 8

Ha i capelli grigi-verdi e gli occhi blu. Usa anche lui, nel gioco, la tecnica Via della Seta (Silk Road, シルクロード?, Shiruku rōdo).
Maxim Alimatov, nome originale Maxim Adrov (マクシム・アドロフ?, Makushimu Adorofu), attaccante, numero 9

Doppiato da Tatsuhisa Suzuki

Ha i capelli biondo chiaro, gli occhi neri ed un pizzetto ed è pallido. Usa la tecnica:
- Febbre dell'Oro (Gold Fever, ゴールドフィーバー?, Gōrudo fībā):

Tecnica di tiro. Maxim salta, gira su se stesso con la palla fra i piedi e la spedisce sottoterra; la palla scava nel terreno, sbuca fuori e si dirige in porta insieme a un turbine di vento e a delle pepite d'oro.
Dilshod Sokurov, nome originale Dmitri Sobirov (ドミトリー・ソビロフ?, Domitorī Sobirofu), attaccante e capitano, numero 10

Doppiato da Kensuke Satō e in italiano da Roger Mantovani

Ha i capelli grigi, gli occhi gialli e un canino sporgente ed è pallido. Usa anche lui la tecnica Febbre dell'Oro (Gold Fever, ゴールドフィーバー?, Gōrudo fībā) e, nel gioco, anche la tecnica Via della Seta (Silk Road, シルクロード?, Shiruku rōdo).
Zaffar Malayev, nome originale Zaur Melekh (ザウル・メレフ?, Zauru Merefu), attaccante, numero 11

Doppiato da Yūki Tai

Ha i capelli bianchi che gli coprono l'occhio destro, gli occhi grigi e la pelle scura. Usa anche lui, nel gioco, la tecnica Febbre dell'Oro (Gold Fever, ゴールドフィーバー?, Gōrudo fībā).

### Squadre solo menzionate
- Leoni del Deserto (Desert Lion, デザートライオン?, Dezāto Raion), Qatar: è stata sconfitta per 5-0 dalle Tigri Supersoniche nei quarti di finale delle qualificazioni asiatiche.
- Emirati Arabi Uniti: è stata sconfitta dai Lupi della Bufera nelle semifinali delle qualificazioni asiatiche.

## Squadre del Grand Celesta Galaxy

### Silica Eleven (Silica)
La Silica Eleven, nome originale Sandorius Eleven (サンドリアスイレブン?, Sandoriasu Irebun), è la prima che la Earth Eleven affronta nel Grand Celesta Galaxy, che rappresenta l'omonimo pianeta Silica (Sandorius), e viene sconfitta da essa per 3-2. È allenata da Zundal Zand (ズンダル・ザンド?, Zundaru Zando). È composta interamente da alieni. Non presentano ragazze in squadra.
Badeen J-Arhan, nome originale Badai Jaran (バダイ・ジャラン?), portiere, numero 1

Doppiato da Yūki Tai

È calvo. Ha gli occhi azzurri con la sclera nera, una benda "ipnotica" che gli copre l'occhio destro e la pelle marrone con dei segni bianchi sulla testa e del bianco intorno alla bocca. Usa la tecnica:
- Gancio di Sabbia (Sand Knock, サンドノック?, Sando nokku):

Tecnica di parata usata nell'episodio 22. Badeen evoca dal terreno una mano di sabbia, la quale esegue gli stessi movimenti di Badeen e dà alla palla un pugno che la respinge via.
Gob I-H, nome originale Gobira Mongo (ゴビラ・モンゴ?), difensore, numero 2

Ha i capelli neri, gli occhi neri, le occhiaie e la pelle rossastra con dei segni bianchi sulla testa e del bianco intorno alla bocca.
Duff Natter (ダフ・ナッター?, Dafu Nattā), difensore, numero 3

È calvo e ha gli occhi grigi, le occhiaie, delle corna e la pelle marrone con dei segni bianchi sulla testa e del bianco intorno alla bocca. Usa la tecnica:
- Sradicamento (Dig Up, ディグアップ?, Digu appu):

Tecnica di difesa usata nell'episodio 23. Duff salta e rotea su se stesso come una trivella, quindi va sottoterra per poi sbucare fuori, sotto l'avversario, sbalzandolo via e rubandogli la palla.
Ogar Circes, nome originale Barga Zachs (バルガ・ザックス?, Baruga Zakkusu), difensore, numero 4
Tak-La Makhan, nome originale Takla Markar (タクラ・マーカー?, Takura Mākā), difensore, numero 5

È calvo e ha gli occhi neri, delle corna e la pelle rossastra con dei segni bianchi sulla testa e del rosa intorno alla bocca.
Nameeb Mab, nome originale Namiba Mibu (ナミバ・ミブ?), difensore, numero 6

Basso di statura, ha i capelli marroni, gli occhi neri rettangolari e la pelle marrone chiaro con dei segni bianchi sulla testa e del bianco intorno alla bocca. Ammira molto K-aran e lo considera come un fratello maggiore. Usa anche lui, nel gioco, la tecnica Sradicamento (Dig Up, ディグアップ?, Digu appu).
K'aran Uogu, nome originale Kazerma Woorg (カゼルマ・ウォーグ?, Kazeruma Wōgu), centrocampista e capitano, numero 7
Kal A-HHari, nome originale Gara Haliza (ガラ・ハリザ?, Gara Hariza), attaccante, numero 8

È calvo e ha gli occhi neri e la pelle marrone chiaro con dei segni bianchi sulla testa e del bianco intorno alla bocca.
Zah Hara, nome originale Zaba Harler (ザバ・ハーラー?, Zaba Hārā), attaccante, numero 9
Shar-qiya Waheeba, nome originale Shar Kīyā (シャル・キーヤー?, Sharu Kīyā), attaccante, numero 10

Ha i capelli grigio scuro, gli occhi marroni e la pelle marrone chiaro con dei segni bianchi sulla testa e del bianco intorno alla bocca. È il migliore amico di K-aran. Usa la tecnica:
- Missile di Sabbia (Dust Javelin, ダストジャベリン?, Dasuto jaberin):

Tecnica di tiro usata solo nel gioco. Shar-qiya calcia in aria il pallone, dal quale esce della sabbia che accompagna la palla in porta prendendo la forma di una lancia.
Atakh Ama, nome originale Akka Tamal (アッカー・タマル?, Akkā Tamaru), attaccante, numero 11

Ha i capelli viola, gli occhi bianchi con la sclera rossa, delle corna, un canino sporgente, due cicatrici sull'occhio sinistro e la pelle marrone con dei segni bianchi sulla testa e del bianco intorno alla bocca.
Regi Stunin (レギ・スタニン?, Regi Sutanin), difensore, numero 12

Basso di statura, ha i capelli neri, gli occhi marroni e la pelle marrone con dei segni bianchi sulla testa e del bianco intorno alla bocca. Entra nel secondo tempo della sfida contro la Earth Eleven, sostituendo Ogar.

### Naiadi Eleven (Naiadi)
La Naiadi Eleven, nome originale Sazanāra Eleven (サザナーライレブン?, Sazanāra Irebun), è la seconda squadra che la Earth Eleven affronta nel Grand Celesta Galaxy, che rappresenta l'omonimo pianeta Naiadi (Sazanāra), e viene sconfitta da essa per 3-2. È allenata da Porco Umil (ポルコ・ウミール?, Poruko Umīru). È composta interamente da alieni. Come tutti gli abitanti di Naiadi, i giocatori della squadra, tranne Rondula, hanno il potere di vedere l'"Aetir" (Azur), un globo di luce sulla testa delle persone che a seconda della forma e del colore rappresenta le loro emozioni.
Trickel Van, nome original Van Tareru (ヴァン・タレル?), portiere, numero 1
Squalcha Nhess, nome originale Ness Biicha (ネス・ビーチャ?, Nesu Bīcha), difensore, numero 2

Doppiato da Marina Inoue

Ragazzo dai capelli viola e in fondo bianchi, dagli occhi viola e dalla pelle azzurra. Usa la tecnica:
- Cascata Gloriosa (Waterfall, ウォーターフォール?, Wōtāfōru):

Tecnica di difesa usata nell'episodio 26. Squalcha crea un'enorme cascata con la quale travolge l'avversario, sottraendogli la palla.
Sog Gaily, nome originale Garira Zabu (ガリラ・ザブ?), difensore, numero 3

Ha i capelli grigio scuro e in fondo bianchi, gli occhi grigi e la pelle azzurra. Usa anche lui, nel gioco, la tecnica Cascata Gloriosa (Waterfall, ウォーターフォール?, Wōtāfōru).
Tinkel Urmia, nome originale Urumi Chapupu (ウルミ・チャププ?), centrocampista, numero 4
Plink Powai, nome originale Powai Pichori (ボワイ・ピチョリ?), centrocampista, numero 5
Puddel Khaspian, nome originale Kapis Tamal (カピス・タマル?, Kapisu Tamaru), centrocampista, numero 6

Ragazza con lunghi capelli verde acqua e in fondo bianchi che gli coprono l'occhio sinistro, occhi rossi e viola e la pelle azzurra.
Rondula Flahl, nome originale Hilary Flail (ヒラリ・フレイル?, Hirari Fureiru), centrocampista, numero 7
Droplit Turkana, nome originale Chulka Potta (チュルカ・ボッタ?, Churuka Potta), centrocampista, numero 8

Doppiata da Hinako Sasaki

Ragazza dai lunghi capelli biondi e in fondo bianchi, dagli occhi neri e dalla pelle azzurra. Dentro di sé pensa di essere la più carina di tutti, perché adora la moda più di chiunque altro. Usa le tecniche:
- Flusso Liquido (Liquid Flow, リキッドフロウ?, Rikiddo furou):

Tecnica di dribbling usata solo nel gioco. Droplit si trasforma in un flusso d'acqua e gira intorno all'avversario; dopo averlo dribblato, Droplit ritorna normale.
- Bolla Vagante (Bubble Boil, バブルボイル?, Baburu boiru):

Tecnica di tiro usata solo nel gioco. Droplit alza il braccio destro creando un muro d'acqua che diventa calda e che carica il pallone; dopodiché, Droplit lo tira.
Plip Batur, nome originale Batul Dobo (バトゥル・ドボ?, Baturu Dobo), attaccante, numero 9

Ha lunghi capelli biondo chiaro e in fondo bianchi, gli occhi gialli e grigi e la pelle azzurra. Ha molte ragazze come fans, ma lui è interessato solo a Droplit. Usa anche lui, nel gioco, la tecnica Bolla Vagante (Bubble Boil, バブルボイル?, Baburu boiru).
Serban Bacha, nome originale Sevan Basha (セバン・バシャ?, Seban Basha), attaccante, numero 10

Doppiato da Tatsuhisa Suzuki

Ha i capelli blu e in fondo bianchi, gli occhi neri e la pelle azzurra. Usa anche lui la tecnica Bolla Vagante (Bubble Boil, バブルボイル?, Baburu boiru), anche nell'anime.
Plunk Balkhash, nome originale Valha Borobo (ヴァルハ・ボロボ?, Varuha Borobo), attaccante, numero 11

Ha i capelli bianchi e in fondo grigi, gli occhi neri e la pelle verde acqua.
Sploosh Saroma, nome originale Sarama Salasa (サラマ・サラサ?, Sarama Sarasa), centrocampista, numero 12

Ragazza dai capelli lunghi grigio scuro e in fondo bianchi, dagli occhi neri e dalla pelle azzurra. Gioca il primo tempo della sfida contro la Earth Eleven per poi essere sostituita da Rondula.

### Magmavia Eleven (Magmavia)
La Magmavia Eleven, nome originale Gurdon Eleven (ガードンイレブン?, Gādon Irebun), è la terza squadra che la Earth Eleven affronta nel Grand Celesta Galaxy, che rappresenta l'omonimo pianeta Magmavia (Gurdon), e viene sconfitta da essa per 3-2. È allenata da Caldera Dawn (カルデラ・ドーン?, Karudera Dōn). È composta interamente da alieni. I giocatori della squadra e l'allenatore, tranne Bala, somigliano ad uccelli antropomorfi e fanno tutti parte della fazione a favore delle macchine; per questo si sono tolti le ali per sostituirle con braccia robotiche.
Aoba Gyr, nome originale Arbega Gordon (アルベガ・ゴードン?, Arubega Gōdon), portiere e capitano, numero 1
Mayon Langcrest, nome originale Mayon Creste (マヨン・クレステ?, Mayon Kuresute), difensore, numero 2
Merapil Sekretair, nome originale Merapir Sekreta (メラピル・セクレタ?, Merapiru Sekureta), difensore, numero 3

Ha il piumaggio bianco, tranne per una parte della faccia che è gialla, con tre penne blu su entrambi i lati della testa e gli occhi grigi. È stato il primo membro della squadra a togliersi le ali. Usa:
- Totem: Garyuu (ガリュウ?):

Merapil si trasforma in un grande pangolino nero. Merapil la usa solo nel gioco.
- Tecnica con Totem:

Tecnica di difesa.
- Volo Vulcanico (Volcanic Fly, ボルカニックフライ?, Borukanikku furai):

Tecnica di difesa usata solo nel gioco. Merapil viene spinto in alto da un getto di lava che parte sotto i suoi piedi e così vola in aria e ruba la palla all'avversario.
Mistis Strix, nome originale Misty Owl (ミスティ・オール?, Misuti Ōru), difensore, numero 4

Ragazza bassa di statura, dal piumaggio viola e dagli occhi neri con la sclera gialla. Assomiglia molto ad un gufo; infatti "owl" vuol dire "gufo" in inglese. Riesce a rubare la palla all'avversario senza emettere neanche un suono ed è molto tranquilla e quasi impercettibile nella squadra. Usa anche lei, nel gioco, la tecnica Volo Vulcanico (Volcanic Fly, ボルカニックフライ?, Borukanikku furai).
Nevado Condorum, nome originale Nevado Condarm (ネバド・コンダルム?, Nebado Kondarumu), centrocampista, numero 5

Ha il piumaggio rosso e nero a forma di collare come quello dei condor, gli occhi neri e la punta del becco bianca.
Etna Horx, nome originale Etuna Holk (エトゥナ・ホルク?, Etuna Horuku), centrocampista, numero 6

Ragazza dal piumaggio bianco, tranne per una parte della faccia che è rossa, e dagli occhi verdi. Il suo nome europeo è un riferimento al vulcano siciliano Etna. Usa la tecnica:
- Pantano di Magma (Magma Carpet, マグマカーペット?, Maguma kāpetto):

Tecnica di dribbling usata nell'episodio 30. Etna colpisce la palla e crea una spaccatura nel terreno, da cui fuoriesce una distesa di lava che avvolge i piedi dell'avversario e raffreddandosi lo blocca, permettendo a Etna di proseguire.
Bromo Shubill, nome originale Puromo Shuubir (プロモ・シュービル?, Puromo Shūbiru), centrocampista, numero 7

È alto e ha il piumaggio lilla, gli occhi senza pupille e un grosso becco grigio. Usa nel gioco la tecnica Pantano di Magma (Magma Carpet, マグマカーペット?, Maguma kāpetto).
Cotpax Gerigar, nome originale Kotopak Gerigar (コトパク・ジャリガー?, Kotopaku Jarigā), attaccante, numero 8

Ha il piumaggio giallo chiaro, tranne per una parte della testa che è azzurra, gli occhi bianchi con la sclera nera, due cicatrici sotto l'occhio sinistro e una sciarpa azzurra.
Vesuvion Bubo, nome originale Ves Horne (ヴェス・ホーネ?, Vesu Hōne), attaccante, numero 9

Doppiato da Fumihiro Okabayashi

Ha il piumaggio grigio e gli occhi gialli. Il suo nome europeo è un riferimento all'omonimo vulcano situato presso Napoli. Usa la tecnica:
- Bomba Vulcanica (Kazan Gun, カザンガン?, Kazan Gan, lett. "Pistola vulcanica"):

Tecnica di tiro usata nell'episodio 30. Vesuvion salta con la palla ed esegue delle capriole in aria, poi la spinge nel terreno, dal quale poi fuoriesce insieme a della lava e si dirige in porta.
Bala Gasgula, nome originale Rodan Gasgus (ロダン・ガスグス?, Rodan Gasugusu), attaccante, numero 10
Nyira Fezunt, nome originale Nīra Fezun (ニーラ・フェズン?), attaccante, numero 11

Doppiato da Hiroaki Tajiri

Ha il piumaggio rosso e blu e gli occhi neri e porta un casco marrone e degli occhialetti sulla testa. È l'eterno rivale di Aoba, ma i due hanno deciso di fare una tregua per proteggere il proprio pianeta. Usa anche lui, nel gioco, la tecnica Bomba Vulcanica (Kazan Gun, カザンガン?, Kazan Gan, lett. "Pistola vulcanica").
Taru Parakee (タール・パラキー?, Tāru Parakī), attaccante, numero 12

Ha il piumaggio rosa e in fondo viola e gli occhi neri. Entra nel secondo tempo della sfida contro la Earth Eleven sostituendo Bala.

### Fertilia Eleven (Fertilia)
La Fertilia Eleven, nome originale Ratoniik Eleven (ラトニークイレブン?, Ratonīku Irebun), è la quarta squadra che la Earth Eleven affronta nel Grand Celesta Galaxy, che rappresenta l'omonimo pianeta Fertilia (Ratoniik) e viene sconfitta da essa per 2-1. La loro allenatrice è Sect Fermona (シムール・フェロモナ?, Shimūru Feromona). È composta interamente da alieni. I membri della squadra hanno caratteristiche simili a quelle degli insetti e, a differenza delle altre squadre affrontate dalla Earth Eleven nel torneo, questa squadra presenta ben due membri dei Guardiani Celesti di Falam Orbius. Dato che la vita degli abitanti di Fertilia è molto breve (può durare da una settimana a un anno), ben due giocatori della squadra muoiono. Nell'anime hanno due riserve in più rispetto al gioco: Komecky Shoryou e Taran Churakumo.
Longa Kamicula (ロンガ・カミキュラ?, Ronga Kamikyura), portiere, numero 1
Drone Naboon (ドロン・ナブーン?, Doron Nabūn), difensore, numero 2

Ha i capelli bianchi e gli occhi neri.
Moth Gar (モス・ガー?, Mosu Gā), difensore, numero 3

Ha i capelli biondo scuro e gli occhi rossi.
Antwa Arry (アントワ・アーリィ?, Antowa Āri), centrocampista, numero 4

Ragazza bassa di statura, dai capelli verde acqua e dagli occhi neri con la sclera rossa. Anche se è piccola ha una forza incredibile. Si allena molto duramente ed è molto pericoloso averla come avversaria. Nel doppiaggio italiano non fa altro che ripetere in continuazione "Prendimi!" finché non viene presa, e in quel caso esclama "Mi hai preso!".
Tis Kahma (ティス・カーマ?, Tisu Kāma), centrocampista, numero 5

Doppiata da Aoi Yūki

Ragazza dai capelli biondi e dagli occhi con la sclera azzurra senza pupille.
Flutterby, nome originale Putterf Chocho (パタフ・チョチョ?), centrocampista, numero 6

Ragazza dai capelli rosa e dagli occhi gialli. La sua capigliatura ricorda le ali di una farfalla.
Banda Crix, nome originale Banda Koloogyu (バンダ・コローギュ?, Banda Korōgyu), centrocampista, numero 7

Doppiato da Jun Konno

Ha i capelli bianchi e gli occhi rossi. Ha una rivalità amichevole con Buddy. Muore durante la partita contro la Earth Eleven, nel gioco dopo aver usato il suo Totem e nell'anime dopo aver usato la Gabbia Tentacolare per fermare Falco. È il padre di Banda Crix Jr. della Galaxy Eleven. Usa:
- Totem: Gusfii (グスフィー?, Gusufī):

Banda si trasforma in un grande formichiere verde. Banda la usa solo nel gioco.
- Tecnica con Totem:

Tecnica di dribbling. Banda fa cadere dal suo corpo delle bacche che esplodono intorno all'avversario, creando una nuvola di polvere che lo blocca, quindi Banda lo supera.
- Gigant Vine (ギガントバイン?, Giganto bain):

Tecnica di tiro usata solo nel gioco. Banda spinge la palla nel terreno, dal quale poi cresce un'enorme pianta che avvolge la palla mentre si dirige in porta.
- Salto sui Funghi (Mushroom Hop, マッシュルームホップ?, Masshurūmu hoppu):

Tecnica di dribbling usata solo nel gioco. Banda, con la palla al piede, esegue dei salti, creando dei funghi non appena tocca terra, i quali spariscono dopo che Banda ha superato l'avversario.
- Gabbia Tentacolare (Tentacle Hold, テンタクルホールド?, Tentakuru hōrudo):

Tecnica di difesa usata solo nell'anime, nell'episodio 34. Banda fa apparire dal terreno dei tentacoli che avvolgono e bloccano l'avversario, permettendo a Banda di rubargli la palla.
Hopper Bata (ホッパー・バタ?, Hoppā Bata), centrocampista, numero 8

Ha i capelli bianchi e gli occhi neri.
Stag Kwatta (スタッグ・クワッタ?, Sutaggu Kuwatta), centrocampista e capitano, numero 9
Ruger Ballon, nome originale Ryugel Baran (リュゲル・バラン?, Ryugeru Baran), attaccante, numero 10
Gandares Ballon, nome originale Gandales Baran (ガンダレス・バラン?, Gandaresu Baran), attaccante, numero 11
Hornet Harcha (ホネット・ハーチャ?, Honetto Hācha), attaccante, numero 12

Ragazza dai lunghi capelli azzurri e dagli occhi gialli.
Locus Inagus (ローカス・イナグス?, Rōkasu Inagusu), attaccante, numero 13

Ha i capelli rossi e gli occhi verdi-azzurri. È un amico di infanzia di Stag. Nel gioco muore dopo una battaglia calcistica contro la Earth Eleven, mentre nell'anime a morire è Komecky.
Komecky Shoryou (コメッキー・ショリョウ?, Komekkī Shoryou), attaccante, numero 15

Ha i capelli verde scuro e gli occhi neri con la sclera gialla. Solo nell'anime fa parte della Fertilia, mentre nel gioco è un personaggio da reclutare. Nell'anime muore durante una partita di allenamento con la Earth Eleven, mentre nel gioco a morire è Locus.
Taran Churakumo (ターラン・チュラクモ?, Tāran Churakumo), attaccante, numero 16

Ha lunghi capelli viola e gli occhi gialli. Solo nell'anime fa parte della Fertilia, mentre nel gioco è un personaggio da reclutare.

### Falam Medius (Falam Orbius)
La Falam Medius, nome originale Falam Dite (ファラム・ディーテ?, Faramu Dīte), è la quinta squadra che la Earth Eleven affronta nel Grand Celesta Galaxy, e viene sconfitta da essa per 4-3. È allenata da un finto Astero Black (Ryūsei Kuroiwa), che si rivela essere un androide. È composta interamente da alieni, tranne Victor. Comprende anche tutti i membri dei Guardiani Celesti di Falam Orbius comparsi precedentemente.
Argo Burgess (アルゴ・バージェス?, Arugo Bājesu), portiere e capitano originale, numero 1

Doppiato da Kensuke Satō

Ha i capelli neri corti, gli occhi gialli, le occhiaie viola, un segno viola a forma di diamante sulla fronte, un pizzetto e delle corna. Data la sua grande forza come portiere, è conosciuto come la divinità protettrice della squadra. Usa:
- Totem: Angidra (アンギドラ?, Angidora):

Argo si trasforma in una grande idra a tre teste gialla e blu con delle corna. Argo la usa solo nel gioco.
- Tecnica con Totem:

Tecnica di parata. Argo colpisce la palla con le sue teste, respingendola via.
- Anelli di Respinta (Rebound Layer, リバウンドレイヤー?, Ribaundo reiyā):

Tecnica di parata usata nell'episodio 38. Sul braccio sinistro di Argo appare uno scudo di energia che si scompone in tre anelli; essi bloccano il pallone e lo respingono via.
Xeno Volf (キセノ・ヴォルフ?, Kiseno Vorufu), difensore, numero 2

Ha i capelli grigio chiaro e gli occhi viola. Usa la tecnica:
- Furto Furtivo (Stealth Walk, ステルスウオーク?, Suterusu Uōku):

Tecnica di difesa usata solo nel gioco. Xeno alza la mano destra, avvolta da una luce verde-azzurra, e con essa crea un'onda d'energia dello stesso colore che avvolge l'avversario, con Xeno che appare alle sue spalle.
Ogar Circes, nome originale Barga Zachs (バルガ・ザックス?, Baruga Zakkusu), difensore, numero 3
Radon Morm (ラドン・モーム?, Radon Mōmu), difensore, numero 4

Doppiato da Yūki Tai

Ha lunghi capelli biondo scuro che gli coprono gli occhi. Usa la tecnica:
- Cattura Ologrammica (Hologram Rock, ホログラムロック?, Horoguramu rokku):

Tecnica di dribbling usata solo nel gioco. Radon fa apparire sul terreno degli esagoni celesti, da cui appaiono due enormi mani celesti, le quali afferrano l'avversario e lo lanciano via, permettendo a Radon di superarlo.
- Furto Furtivo (Stealth Walk, ステルスウオーク?, Suterusu Uōku):

Tecnica di difesa usata solo nel gioco.
Seren Melvil (セレン・メルヴィル?, Seren Meruviru), centrocampista, numero 5

Doppiata da Ayahi Takagaki

Ragazza dai capelli rosa nel gioco e viola nell'anime, legati in due trecce, e dagli occhi azzurri. Le piace cucinare e nei giorni delle partite e degli allenamenti prepara e porta ai suoi compagni dei bentō. Usa:
- Totem: Tsukinowaguma (ツキノワグマ? lett. "Orso tibetano"):

Seren si trasforma in un orso tibetano nero. Nel gioco Seren usa questo Totem solo quando è un'avversaria del giocatore, non quando la si recluta.
- Tecnica con Totem:

Tecnica di dribbling. Seren cade sopra l'avversario, il quale rimane disteso a terra.
- Injection (インジェクション?, Injekushon):

Tecnica di tiro usata solo nel gioco. Seren colpisce col piede destro il terreno, sul quale appare uno stivale a razzo che emette energia verde; quindi Seren salta, ruota su se stessa e tira col piede destro la palla, che si carica con l'energia verde e con elettricità.
Rondula Flail, nome originale Hilary Flail (ヒラリ・フレイル?, Hirari Fureiru), centrocampista, numero 6
Neol Lotts (ネオル・ロッツ?, Neoru Rottsu), centrocampista, numero 7

Doppiata da Haruka Tomatsu

Ragazza dai capelli verde chiaro legati in due code e dagli occhi rossi. Usa anche lei la tecnica Cattura Ologrammica (Hologram Rock, ホログラムロック?, Horoguramu rokku), anche nell'anime.
Ruger Ballon, nome originale Ryugel Baran (リュゲル・バラン?, Ryugeru Baran), attaccante, numero 8
Gandares Ballon, nome originale Gandales Baran (ガンダレス・バラン?, Gandaresu Baran), attaccante, numero 9
Victor Blade, nome originale Kyōsuke Tsurugi (剣城 京介?, Tsurugi Kyōsuke), attaccante e nuovo capitano, numero 10
Bala Gasgula, nome originale Rodan Gasgus (ロダン・ガスグス?, Rodan Gasugusu), attaccante, numero 11
Salfer Berg (サルファー・バーグ?, Sarufā Bāgu), attaccante, numero 12

Ha i capelli bianchi, gli occhi gialli e la pelle marrone. Entra nel secondo tempo della partita, sostituendo il finto Astero Black.
Astero Black (Ryūsei Kuroiwa, 黒岩 流星?, Kuroiwa Ryūsei), in realtà un androide, attaccante, numero 96

È l'allenatore ed entra anche in campo come giocatore nel secondo tempo della partita contro la Earth Eleven, nell'episodio 38, giocando in modo violento non solo contro i giocatori della Earth Eleven, ma anche contro quelli della Falam Medius. Ha l'aspetto dell'allenatore della Earth Eleven ma si rivela essere un androide e viene distrutto dal "Laser Anti-inganno". Usa le tecniche:
- Tornado di Fuoco (Fire Tornado, ファイアトルネード?, Faia torunēdo):

Tecnica di tiro usata solo nell'anime, nell'episodio 39, già usata da Axel Blaze (Shūya Gōenji) nella prima serie. Astero salta e ruota su se stesso; i suoi piedi vengono avvolti da fuoco, e lui poi tira la palla in rovesciata e la spedisce in porta avvolta dal fuoco.
- Pinguino Imperatore n°2 (Kōtei Penguin Nigō, 皇帝ペンギン2号 Kōtei pengin nigō?):

Tecnica di tiro usata in combinazione con due giocatori (nell'anime sono Ryugel e Gandales Ballon) nell'episodio 39, già usata da Jude Sharp (Yūto Kidō) nella prima serie. I due giocatori scattano in avanti, quindi Astero fischia, facendo sbucare dal terreno cinque pinguini imperatori blu, e calcia la palla, che va verso i due giocatori seguita dai pinguini; i due calciano insieme la palla e la spediscono in porta, sempre seguita dai pinguini.
- Grande Illusione (Illusion Ball, イリュージョンボール?, Iryūjon bōru):

Tecnica di dribbling usata solo nel gioco, già usata da Jude Sharp. Astero salta e, a contatto col suolo, crea delle illusioni della palla che ruotano attorno all'avversario che, confuso, viene dribblato.
- Scivolata Micidiale (Killer Slide, キラースライド?, Kirā suraido):

Tecnica di difesa usata solo nel gioco, già usata da Bobby Shearer (Asuka Domon). Astero scivola verso l'avversario muovendo molto velocemente i piedi per togliere la palla.

## Altre squadre

### Royal Academy
La Royal Academy (帝国学園?, Teikoku Gakuen), squadra comparsa in Inazuma Eleven GO, in questa serie gioca una partita di esibizione contro la Inazuma Japan, la prima partita per quest'ultima, e vince per 10-1.

### Resistenza del Sol Levante (Giappone)
La Resistenza del Sol Levante, nome originale Resistance Japan (レジスタンスジャパン?, Rejisutansu Japan), è una squadra formata da molte vecchie conoscenze di Arion, Riccardo e Victor, escluse dalla nazionale giapponese. È allenata da Caleb Stonewall (Akio Fudō). Affronta la Inazuma Japan in una partita d'allenamento, sconfiggendola per 3-1.
Quentin Cinquedea, nome originale Yamato Sengūji (千宮路 大和?, Sengūji Yamato), portiere, numero 1
Aimé Quintet, nome originale Tetsurō Gomaki (護巻 徹郎?, Gomaki Tetsurō), difensore, numero 2
Harrold Houdini, nome originale Tadashi Mahoro (真帆路 正?, Mahoro Tadashi), difensore, numero 3
Iggie Loo, nome originale Ginjirō Makari (真狩 銀次郎?, Makari Ginjirō), difensore, numero 4
Chronos Fourseasons, nome originale Makoto Kurosaki (黒裂 真命?, Kurosaki Makoto), centrocampista, numero 5
Bein Laurel, nome originale Taiga Kishibe (貴志部 大河?, Kishibe Taiga), centrocampista, numero 6
Njord Snio, nome originale Hyōga Yukimura (雪村 豹牙?, Yukimura Hyōga), centrocampista, numero 7
Jimmy Kirk, nome originale Ichiban Kita (喜多 一番?, Kita Ichiban), centrocampista, numero 8
Doug MacArthur, nome originale Atsushi Minamisawa (南沢 篤志?, Minamisawa Atsushi), attaccante, numero 9
Bailong, nome originale Hakuryū (白竜?), attaccante e capitano, numero 10
Davy Jones, nome originale Rensuke Namikawa (浪川 蓮助?, Namikawa Rensuke), attaccante, numero 11

### Raimon
La Raimon (雷門?) è la squadra protagonista di Inazuma Eleven GO, di cui facevano parte anche Arion, Riccardo, Victor e Jean-Pierre. In questa serie compare solo due volte: la prima volta (nell'anime è l'episodio 19) organizza una breve partita di allenamento contro la Earth Eleven che sta per partire per lo spazio, e la seconda volta (nell'anime è l'episodio 43) partecipa ad una festa insieme alla Earth Eleven appena tornata. In questa seconda occasione compare anche la Seconda Squadra della Raimon.

### Osoroshii Kage
La Osoroshii Kage (おそろしい影? lett. "Ombra Terribile") è una squadra che la Earth Eleven affronta sul pianeta Fertilia nel gioco. Nell'anime compaiono solo alcuni giocatori nell'episodio 32. È composta interamente da alieni, oscuri personaggi chiamati "Kage" (かげ?) e distinti l'uno dall'altro con un numero da 1 a 11 accanto a questo nome. Nel corso della partita contro la Earth Eleven, quattro di essi prendono le sembianze di Judie, Jinsuke Lermer, Cerise Blossom da bambina e Tetsu Foreman.

### Flotta Ixar
La Flotta Ixar (イクサルフリート?, Ikusaru Furīto) è la squadra avversaria finale del gioco, e viene sconfitta per un goal di differenza dopo il primo tempo contro la Earth Eleven, il secondo contro la Galaxy Eleven e i tempi supplementari contro la Earth Eleven. Nell'anime invece, la Ixal Fleet viene sconfitta per 8-7 e non ci sono tempi supplementari: la Earth Eleven gioca il primo tempo, la Galaxy Eleven l'inizio del secondo e poi la Earth Eleven torna in campo durante il secondo tempo. È composta interamente da alieni, i quali sono gli ultimi sopravvissuti del pianeta Ixal, che fu distrutto dagli abitanti di Falam Orbius duecento anni fa; benché 184 persone si rifugiarono ibernandosi, solo queste undici sono riuscite a svegliarsi dal sonno di ibernazione, e hanno deciso di impadronirsi della galassia e vendicarsi di Falam Orbius. Tutti i membri della squadra fanno parte della Federazione Intergalattica, nome originale Ginga Renbō Yōgikai (銀河連邦評議会? lett. "Consiglio della Federazione della Galassia"), l'organizzazione che ha creato il torneo Grand Celesta Galaxy, creato in realta per poter realizzare il piano della squadra, in quanto la federazione stessa e stata creata dal capitano Ozrock Boldar. Dopo la sconfitta della squadra, i suoi membri diventano i nuovi consiglieri di Roleia Orbes. Nell'anime la squadra appare per la prima volta nell'episodio 36, tranne Ozrock e Meteo Garnet, comparsi prima.
Tattica Micidiale: Marchio del Berserker (Berserk Ray, ベルセルクレイ?, Beruseruku rei):

Cinque giocatori formano un grande pentagono viola con la punta verso l'alto, il quale contiene un altro pentagono, questo però blu e con la punta verso il basso, anch'esso formato da cinque giocatori, che contiene Ozrock. Gli undici giocatori con questa formazione rivoltano il potere dei Totem degli avversari contro i propri proprietari, facendoli impazzire e costringendoli ad attaccare i propri compagni. La tattica viene spezzata dall'intervento combinato dei due Pixie.
Phobos Quasar (フォボス・クェーサー?, Fobosu Kwēsā), portiere, numero 1

Doppiato da Tsubasa Yonaga

Ha lunghi capelli bianchi e gli occhi rossi. Nel gioco è detto il "Dio della Distruzione della Flotta Ixar". Usa:
- Totem: Gigiras (ギギラス?, Gigirasu):

Phobos si trasforma in un grande calamaro nero e grigio. Appare per la prima volta nell'episodio 41.
- Tecnica con Totem:

Tecnica di parata. Phobos colpisce la palla con i suoi tentacoli, bloccandola.
- Assorbitiro (Shoot Eater, シュートイーター?, Shūto ītā):

Tecnica di parata usata solo nel gioco. Phobos crea una sfera gialla che ingloba la palla e la rallenta, quindi Phobos la respinge via.
Aegir Sephido (エーギル・セファイド?, Ēgiru Sefaido), difensore, numero 2

Doppiato da Tatsuhisa Suzuki

Ha i capelli azzurro chiaro e gli occhi gialli. Usa:
- Totem: Kulupe (クルペ?, Kurupe):

Aegir si trasforma in un tritone grigio. Aegir la usa solo nel gioco.
- Tecnica con Totem:

Tecnica di difesa. Aegir colpisce l'avversario con i suoi artigli, sbalzandolo via, rubandogli la palla e lasciando impresso sul terreno il segno dell'artigliata.
- Raggio del Giudizio (Judgement Ray, ジャッジメント・レイ?, Jajjimento rei):

Tecnica di difesa usata solo nel gioco. Aegir fa apparire dei cerchi viola, i quali sparano dei laser che colpiscono l'avversario facendogli perdere la palla.
Meteo Garnet, nome originale Ishigashi Gorham (イシガシ・ゴーラム?, Ishigashi Gōramu), difensore, numero 3

Doppiato da Aya Endō

Ha i capelli azzurri e gli occhi verdi e assomiglia a una ragazza. È un alieno a cui Ozrock ha ordinato di fare da guida alla Earth Eleven sui pianeti, e per questo compare già quando la Earth Eleven arriva su Silica, nell'episodio 20. Usa:
- Totem: Redio (レディオ?):

Meteo si trasforma in un'antilope nera. la usa nell'episodio 43.
- Tecnica con Totem:

Tecnica di dribbling. L'avversario si ritrova sul bordo di un dirupo, quindi Meteo lo salta e supera l'avversario.
- Raggio del Giudizio (Judgement Ray, ジャッジメント・レイ?, Jajjimento rei):

Tecnica di difesa usata nell'episodio 40. Meteo fa apparire dei cerchi viola, i quali sparano dei laser che colpiscono l'avversario facendogli perdere la palla.
Deimos Reputon (デイモス・レプトン?, Deimosu Reputon), difensore, numero 4

Doppiato da Hirofumi Nojima

Alto, ha i capelli azzurro chiaro legati in una coda, gli occhi neri e le occhiaie. Usa anche lui, nel gioco, il Totem Kulupe (クルペ?, Kurupe) e la tecnica Raggio del Giudizio (Judgement Ray, ジャッジメント・レイ?, Jajjimento rei).
Ymir Katena (ユミル・カテナ?, Yumiru Katena), difensore, numero 5

Doppiato da Aoi Yūki

Basso di statura, ha i capelli azzurri-grigi, gli occhi grigi e le occhiaie. Usa anche lui, nel gioco, il Totem Kulupe (クルペ?, Kurupe) e la tecnica Raggio del Giudizio (Judgement Ray, ジャッジメント・レイ?, Jajjimento rei).
Sinope Rinoa (シノーぺ・リノア?, Shinōpe Rinoa), difensore, numero 6

Doppiata da Aya Endō

Ragazza dai capelli azzurri e dagli occhi neri. Usa anche lei, nel gioco, il Totem Redio (レディオ?).
Tarvos Boson (タルヴォス・ボソン?, Taruvosu Boson), centrocampista, numero 7

Doppiato da Katsuyuki Konishi

Alto, ha lunghi capelli grigio chiaro e gli occhi con la sclera rossa senza pupille ed è muscoloso. Usa:
- Totem: Begiran (ベギラン?):

Tarvos si trasforma in uno scorpione nero. Tarvos lo usa solo nel gioco.
- Tecnica con Totem:

Tecnica di tiro. Tarvos corre velocemente a zig zag e salta, ruota su se stesso e colpisce la palla con le sue code, formando una X viola e spedendola in porta.
- Piume Lucenti (Shiny Feather, シャイニーフェザー?, Shainī fezā):

Tecnica di dribbling usata solo nel gioco. Dalla schiena di Tarvos escono due ali azzurre con le quali vola con la palla sopra l'avversario, superandolo.
Dione Balge (ディオネ・バルジ?, Dione Baruji), centrocampista, numero 8

Doppiato da Ryō Iwasaki

Alto, ha i capelli azzurri-grigi legati in una coda, gli occhi senza pupille e le occhiaie. Usa anche lui il Totem Redio (レディオ?), negli episodi 41 e 42.
Despina Luks, nome originale Despina Laks (デスピナ・ラクス?, Desupina Rakuru), attaccante, numero 9

Doppiato da Ayahi Takagaki

Ragazza dai lunghi capelli grigio scuro che le coprono l'occhio destro e dagli occhi rossi. Usa:
- Totem: Begiran (ベギラン?):

Despina si trasforma in uno scorpione nero. Despina la usa solo nel gioco.
- Tecnica con Totem:

Tecnica di tiro. Despina corre velocemente a zig zag e salta, ruota su se stessa e colpisce la palla con le sue code, formando una X viola e spedendola in porta.
- Amplificatore Magico (Magic Amp, マジックアンプ?, Majikku anpu):

Tecnica di tiro usata solo nel gioco. Despina crea un cerchio runico verde e tira la palla in rovesciata al centro di esso, il quale esplode e spedisce la palla in porta Despina la usa solo nel gioco.
Ozrock Boldar, nome originale Bitway Ozrock (ビットウェイ・オズロック?, Bittowei Ozurokku), attaccante e capitano, numero 10

Doppiato in giapponese da Kenjirō Tsuda e in italiano da Luca Bottale

Ha i capelli verde acqua e gli occhi gialli. È un alieno che è stato inviato sulla Terra tre mesi prima dell'inizio della serie per parlare ad Axel Blaze del Grand Celesta Galaxy. Ha il potere di sigillare i pianeti, in quanto crea un pallone speciale e lo tira, ed esso finisce vicino alla Luna, la "ingloba" in una sfera rosa e la sigilla. Compare già alla fine del Football Frontier International Vision 2, nell'episodio 18, ma solo in seguito si scopre che è un sopravvissuto di Ixar ed un membro della Flotta Ixar. Usa:
- Totem: Ixaal (イクサール?, Ikusāru):

Appare per la prima volta nell'episodio 40. È un Totem talmente potente che neanche i Totem combinati di Frank Zippy e Keenan e la tecnica di parata con Totem di Terry sono riuscite a bloccare la sua Tecnica con Totem.
- Tecnica con Totem:

Tecnica di tiro. Ozrock carica la palla di energia viola e la spedisce in porta insieme a un raggio viola che in seguito si ingrandisce.
- Schianto Radioattivo (Star Gazer, スターゲイザー?, Sutā geizā):

Tecnica di tiro usata nell'episodio 40. Ozrock tira in aria la palla, la quale si illumina di azzurro e crea uno scenario spaziale; in seguito ad un movimento di Ozrock, le stelle lanciano dei raggi azzurri che si dirigono in porta.
Loge Koris (ローゲ・コリス?, Rōge Korisu), attaccante, numero 11

Doppiata da Kensuke Satō

Ha i capelli azzurro chiaro, gli occhi viola e dei segni grigi sulla faccia. Usa anche lui, nel gioco, il Totem Begiran (ベギラン?) e la tecnica Amplificatore Magico (Magic Amp, マジックアンプ?, Majikku anpu).

### Big Bang
La Big Bang (ビッグバン?, Biggu Ban) è la squadra esclusiva della versione Big Bang. È composta interamente da alieni. Non presentano ragazze in squadra. Otto giocatori di questa squadra fanno parte degli Space Rankers. La squadra non compare nell'anime, ad eccezione di Circulus.
Storem Guzer (ストレム・グーザー?, Sutoremu Gūzā), portiere, numero 1

Grosso di statura, ha i capelli lilla legati a forma di sfera verso l'alto e gli occhi neri. Usa:
- Totem: Magnatas (マグナタス?, Magunatasu):

Storem si trasforma in una grande tartaruga azzannatrice rossa.
- Tecnica con Totem:

Tecnica di parata. Storem si mette in una posizione eretta su due zampe e colpisce la palla con la zampa destra, afferrandola.
- Castle Gate (キャッスルゲート?, Kyasuru gēto):

Tecnica di parata. Storem fa apparire davanti alla porta un grande portone di un castello il cui cancello si chiude e blocca la palla, respingendola via.
Foe Chuudas (フォウ・チューダス?, Fou Chūdasu), difensore, numero 2

Ha i capelli celeste chiaro.
Cherio Bardon (チェリオ・バルドン?, Cherio Barudon), difensore, numero 3

Ha i capelli verde chiaro e le occhiaie.
Banbaros Tower (バンバロス・タワー?, Banbarosu Tawā), difensore, numero 4

Ha i capelli azzurri-grigi e gli occhi neri.
Zatan Worlder (ザータン・ワールダー?, Zātan Wārudā), difensore, numero 5

Ha lunghi capelli grigio scuro.
Thine Hanking (ザイン・ハンキング?, Zain Hankingu), difensore, numero 6

Ha i capelli grigio chiaro con tre code di cui una sulla faccia.
Majison Barada (マジソン・バラーダ?, Majison Barāda), difensore, numero 7

Ha i capelli verde acqua e gli occhi neri.
Bind Hermit (バインド・ハーミット?, Baindo Hāmitto), centrocampista, numero 8

Ha i capelli lilla e una benda nera sugli occhi.
Astra Justin (アストラ・ジャスティン?, Asutora Jasutin), centrocampista, numero 9

Ha i capelli biondo chiaro e gli occhi neri.
Circulus, nome originale Sarjes Rugu (サージェス・ルーグ?, Sājesu Rūgu), attaccante e capitano, numero 10

Doppiato da Katsuyuki Konishi

Ha i capelli biondi che gli coprono l'occhio destro e gli occhi verde acqua. Era il cavaliere protettore di Catora Peiji ed era soprannominato "Il Cavaliere Leggendario". Gli altri cavalieri erano gelosi di lui e lo cacciarono via, ma Circulus promise a Catora di tornare a proteggerla ogni volta che fosse stata in pericolo. Quando Catora era in pericolo tornò per proteggerla, ma durante uno di questi salvataggi morì e in seguito si reincarnò nel Pixie bianco. Compare anche nell'anime, per la prima volta nell'episodio 36. Usa:
- Totem: Gryphbang (グリフバーン?, Gurifubān):

Circulus si trasforma in un grifone bianco.
- Tecnica con Totem:

Tecnica di dribbling.
- Royal Heart Shot (ロイヤルハートショット?, Royaru hāto shotto):

Tecnica di tiro. Circulus mette la mano vicino al cuore, dal quale esce energia rossa che si incanala nella palla; quindi salta, ruota su se stesso e tira la palla.
- Spada di Atlante (Atlas Sword, アトラスソード?, Atorasu sōdo):

Tecnica di dribbling. Circulus tira fuori dal terreno una spada che contiene la palla e che emette elettricità azzurra che carica la lama della spada stessa, quindi esegue con essa un fendente verticale che travolge l'avversario.
- Galactica Fall (ギャラクティカフォール?, Gyarakutika fōru):

Tecnica di tiro usata in combinazione con Arculus Orbes negli Space Rankers. La palla si illumina e intorno ad essa si forma una galassia, quindi Circulus e Arculus la spingono in porta e la galassia si trasforma in un vortice che avvolge la palla. Nel gioco è la tecnica di tiro più potente.
Joss Fool (ジョッス・フール?, Jossu Fūru), centrocampista, numero 11

Ha i capelli grigi legati, gli occhi neri e una grande cicatrice sul viso.

### Supernova
La Supernova (スーパーノヴァ?, Sūpānova) è la squadra esclusiva della versione Supernova. È composta interamente da alieni. Otto giocatori di questa squadra fanno parte degli Space Rankers. La squadra non compare nell'anime, ad eccezione di Acrous Obies.
Ashubina Barany (アシュビナ・バラニー?, Ashubina Baranī), portiere, numero 1

Ragazza dai capelli bianchi e dalla pelle rossa. Usa:
- Totem: Saranarja (サラナージャ?, Saranāja):

Ashubina si trasforma in un'idra a tre teste bianca e azzurra con delle corna.
- Tecnica con Totem:

Tecnica di parata. Ashubina colpisce la palla con le sue teste, respingendola via.
- Sacrifice (サクリファイス?, Sakurifaisu):

Tecnica di parata. Ashubina crea dalle mani una sfera viola che si ingrandisce e teletrasporta il giocatore della squadra avversaria che ha appena tirato; quest'ultimo blocca la palla con il proprio corpo e la respinge via.
Hasta Sapital (ハスター・サピタル?, Hasutā Sapitaru), difensore, numero 2

È calvo e ha delle corna e la pelle verde-grigia.
• Totem: Dandor (ダンドール Dandooru)
Haster si trasforma in un triceratopo verde scuro.
• Tecnica con Totem:
Tecnica di difesa: Haster carica l'avversario, lo afferra con le sue corna e lo scaraventa in aria, rubandogli la palla.
Abas Muran (アバス・ムーラン?, Abasu Mūran), difensore, numero 3

Ha i capelli verde scuro.
Soma Roby (ソーマ・ロービィ?, Sōma Rōbi), difensore, numero 4

Ha i capelli grigio scuro e gli occhi gialli. Usa la tecnica:
- Fatal Lift (フェイタルリフト?, Feitaru rifuto):

Tecnica di difesa. La mano sinistra di Soma emette elettricità viola; Soma la alza e l'avversario inizia a sollevarsi da terra, circondato da elettricità viola, quindi Soma lo colpisce e gli ruba la palla.
Rudra Ardo (ルドラ・アルド?, Rudora Arudo), difensore, numero 5

È calvo ed ha le occhiaie e la pelle grigia con del bianco sopra la testa e intorno alla bocca.
Baga Guny (バガ・グーニー?, Baga Gūnī), difensore, numero 6

Ha i capelli neri, la barba anch'essa nera, gli occhi gialli con la sclera nera, le occhiaie viola e la pelle azzurra.
Mitra Jeshuu (ミトラ・ジェシュウ?, Mitora Jeshuu), centrocampista, numero 7

Ha i capelli verde acqua e indossa degli occhialini gialli.
Indora Vayu (インドラ・ヴァーユ?, Indora Vāyu), centrocampista, numero 8

È calvo ed ha gli occhi arancioni con intorno dei segni grigi, delle corna e la pelle gialla.
Bass Danish (バッス・ダニッシュ?, Bassu Danisshu), centrocampista, numero 9

Ha corti capelli biondo chiaro e la pelle marrone.
Ashley Salpara (アシュレー・サルパラ?, Ashurē Sarupara), centrocampista, numero 10

Ragazza dai lunghi capelli grigi e dagli occhi con la sclera verde e senza pupille.
Arculus Orbes, nome originale Acrous Obies (アクロウス・オビエス?, Akurousu Obiesu), attaccante e capitano, numero 11

Doppiato da Ryōta Asari (voce da ragazzo) e Hikaru Hanada (voce da adulto)

Ha lunghi capelli viola scuro lunghi fino alla schiena e gli occhi neri. È il padre di Roleia Orbes e l'ex re di Falam Orbius. Suo padre, Ireid Obies, era il re di Falam Orbius ed era un sovrano spietato che voleva conquistare altri pianeti, e quando la madre di Arculus fu catturata dagli abitanti di un pianeta di nome Raagand, Ireid non volle salvarla. Arculus tentò di salvare sua madre ma Ireid non glielo permise per non rovinare il suo piano. Arculus allora affrontò suo padre in un duello e accidentalmente lo fece cadere da una piattaforma, uccidendolo, e così divenne il re di Falam Orbius. Quando Roleia nacque, inizialmente la trattò affettuosamente, ma a causa dei suoi doveri di re iniziò a ignorarla. Quando promise a Roleia di prendersi più cura di lei, purtroppo morì durante un viaggio e in seguito si reincarnò nel Pixie nero. Prima di morire era un uomo adulto dai capelli viola scuro corti e dagli occhi arancioni. Compare anche nell'anime: è menzionato nell'episodio 28 e appare per la prima volta nell'episodio 36, in cui parla a Victor Blade. Nel gioco quando appare a Victor, viene presentato nella sua forma giovane, quella che usa per giocare le partite. Usa:
- Totem: Dragnova (ドラグノヴァ?, Doragunova):

Arculus si trasforma in un drago viola.
- Tecnica con Totem:

Tecnica di tiro.
- Orbital Drive (オービタルドライブ?, Ōbitaru doraibu):

Tecnica di tiro.
- Psychic Bow (サイキックボウ?, Saikikku bou):

Tecnica di dribbling. Arculus alza la palla e la colpisce con la mano destra; essa emette energia azzurra ed elettricità viola, e la lancia sull'avversario come una freccia, sbalzandolo via.
- Galactica Fall (ギャラクティカフォール?, Gyarakutika fōru):

Tecnica di tiro usata in combinazione con Circulus negli Space Rankers. La palla si illumina e intorno ad essa si forma una galassia, quindi Circulus e Arculus la spingono in porta e la galassia si trasforma in un vortice che avvolge la palla. Nel gioco è la tecnica di tiro più forte.

### Space Rankers
La Space Rankers (スペースランカーズ?, Supēsu Rankāzu) è la squadra-combinazione fra la Big Bang e la Supernova e appare solo nel gioco se si collegano fra loro le versioni Big Bang e Supernova. È composta interamente da alieni: otto giocatori della Big Bang e otto della Supernova. I giocatori della Big Bang sono indicati con BB e quelli della Supernova con Su.
Ashubina Barany (アシュビナ・バラニー?, Ashubina Baranī), portiere, numero 1 (Su)
Soma Roby (ソーマ・ロービィ?, Sōma Rōbi), difensore, numero 2 (Su)
Majison Barada (マジソン・バラーダ?, Majison Barāda), difensore, numero 3 (BB)
Foe Chuudas (フォウ・チューダス?, Fou Chūdasu), difensore, numero 4 (BB)
Baga Guny (バガ・グーニー?, Baga Gūnī), difensore, numero 5 (Su)
Banbaros Tower (バンバロス・タワー?, Banbarosu Tawā), difensore, numero 6 (BB)
Joss Fool (ジョッス・フール?, Jossu Fūru), centrocampista, numero 7 (BB)
Indora Vayu (インドラ・ヴァーユ?, Indora Vāyu), centrocampista, numero 8 (Su)
Bind Hermit (バインド・ハーミット?, Baindo Hāmitto), centrocampista, numero 9 (BB)
Circulus (サージェス・ルーグ?, Sājesu Rūgu), attaccante, numero 10 (BB)
Arculus Orbes (アクロウス・オビエス?, Akurousu Obiesu), attaccante e capitano, numero 11 (Su)
Storem Guzer (ストレム・グーザー?, Sutoremu Gūzā), portiere, numero 12 (BB)
Abas Muran (アバス・ムーラン?, Abasu Mūran), difensore, numero 13 (Su)
Zatan Worlder (ザータン・ワールダー?, Zātan Wārudā), difensore, numero 14 (BB)
Ashley Salpara (アシュレー・サルパラ?, Ashurē Sarupara), centrocampista, numero 15 (Su)
Mitora Jeshuu (ミトラ・ジェシュウ?), centrocampista, numero 16 (Su)

## Federazione Intergalattica
La Federazione Intergalattica, nome originale Ginga Renbō Yōgikai (銀河連邦評議会? lett. "Consiglio della Federazione della Galassia"), è un'organizzazione aliena che ha creato il torneo Grand Celesta Galaxy (グランドセレスタ・ギャラクシー?, Gurando Seresuta Gyarakushī), un torneo spaziale che deciderà le sorti della Terra, dectretando contemporaneamente la squadra più forte dell'universo, e si terrà 188.000 anni luce lontano da essa.
Ozrock Boldar, nome originale Bitway Ozrock (ビットウェイ・オズロック?, Bittowei Ozurokku)
Meteo Garnet, nome originale Ishigashi Gorham (イシガシ・ゴーラム?, Ishigashi Gōramu)

## Guardiani Celesti di Falam Orbius
I Guardiani Celesti di Falam Orbius, nome originale Shitennō (紫天王? lett. "Re del cielo viola"), sono un'organizzazione aliena, il cui scopo è quello di sconfiggere la Earth Eleven in modo che la leggenda che la Terra avrebbe minacciato il futuro del pianeta Falam Orbius non si realizzi mai. Per farlo, inviano uno o più membri dell'organizzazione in aiuto alle squadre che la Earth Eleven deve affrontare; giocando in queste squadre, portano una maglia diversa da quella dei loro compagni. I membri provengono tutti da Falam Orbius, fanno parte della Falam Medius ed entrano poi a far parte della Galaxy Eleven. Essi sono:
Ogar Circes, nome originale Barga Zachs (バルガ・ザックス?, Baruga Zakkusu)
Rondula Flehl, nome originale Hilary Flail (ヒラリ・フレイル?, Hirari Fureiru)
Bala Gasgula, nome originale Rodan Gasgus (ロダン・ガスグス?, Rodan Gasugusu)
Ruger Ballon, nome originale Ryugel Baran (リュゲル・バラン?, Ryugeru Baran)
Gandares Ballon, nome originale Gandales Baran (ガンダレス・バラン?, Gandaresu Baran)

## Altri
Chester Horse Sr., nome originale Ōshō Kakuma (角馬 王将?, Kakuma Ōshō), cronista sportivo

Doppiato in giapponese da Tetsu Inada e in italiano da Mario Scarabelli

Cronista comparso fin dalla prima serie, in Inazuma Eleven GO: Galaxy è il commentatore delle partite del Football Frontier International Vision 2.
John Muttson, nome originale Yasujirō Matsui (松居 安二郎?, Matsui Yasujirō), cronista sportivo

Doppiato in giapponese da Yasutarō Matsuki e in italiano da Luigi Rosa

Ha i capelli neri e gli occhi neri. Nel gioco commenta insieme a Chester Horse Sr. le partite del Football Frontier International Vision 2, mentre nell'anime è comparso solo durante la partita tra la Inazuma Japan e la Royal Academy, sempre commentandola insieme a Chester Horse Sr.
Andrea Bruzel, nome originale Shizune Kabata (蒲田 静音?, Kabata Shizune)

Doppiata da Kujira

Donna grossa di statura, ha i capelli verde scuro e gli occhi neri. È inizialmente la proprietaria del luogo dove i membri della Inazuma Japan dormono e la loro cuoca, poi diventa la guidatrice dell'Orion Express. È chiamata da tutti "zia Andrea" (solo "zia" nella versione originale).
Judie, nome originale Satoko Kanda (神田 里子?, Kanda Satoko)

Doppiata da Asami Yano

Amica d'infanzia di Buddy, fu colei che venne salvata da un gruppo di teppisti dallo stesso Buddy e che, involontariamente, risvegliò in lui la sua rabbia. Si presenta come una ragazza dai capelli bordeaux che gli arrivano fino alle spalle con un fermaglio a forma di fiore di ciliegio tra i capelli.
Mark Evans, nome originale Mamoru Endō (円堂 守?, Endō Mamoru)

Doppiato da Junko Takeuchi

Ex giocatore dell'Inazuma Japan e poi allenatore della Raimon, in questa serie compare quando Astero gli fa una misteriosa telefonata alla fine della partita tra Inazuma Japan e Royal Academy e poi dopo l'arrivo di Ozrock Boldar, quando presenta alla Earth Eleven il giocatore che lui ha allenato, Zack Avalon.
Axel Blaze, nome originale Shūya Gōenji (豪炎寺 修也?, Gōenji Shūya)

Doppiato da Hiroyuki Yoshino

Ex giocatore dell'Inazuma Japan e poi capo del Quinto Settore, in questa serie compare già durante la partita tra Inazuma Japan e Royal Academy, in cui parla con l'allenatore della Royal Academy Jude Sharp (Yūto Kidō) dicendo che Astero Black assomiglia a Ray Dark. In seguito si scopre che è diventato il presidente della Nihon Shōnen Sakkā Kyōkai (日本少年サッカー協会? lett. "Associazione Giapponese Calcio Giovanile") e lo si vede parlare con Riccardo dicendogli che si fida di Astero. Si scopre poi che è a lui che Ozrock ha annunciato per la prima volta il torneo Grand Celesta Galaxy. Si reca quindi con il primo ministro Vanguard alla "Sala Congressi Mondiale" (Sekai Gikai Kaijō) per annunciare il torneo ai vari leader del mondo.
Stewart Vanguard, nome originale Sōsuke Zaizen (財前 宗助?, Zaizen Sōsuke)

Doppiato da Yūichi Nakamura

È il primo ministro del Giappone. In questa serie appare solo nel gioco e nell'episodio 18, quando Axel Blaze lo informa riguardo a Ozrock Boldar e gli chiede di accompagnarlo alla "Sala Congressi Mondiale" (Sekai Gikai Kaijō). I due quindi si recano lì per incontrare i vari leader del mondo e annunciare loro il Grand Celesta Galaxy.
Vladimir Blade, nome originale Yūichi Tsurugi (剣城 優一?, Tsurugi Yūichi)

Doppiato da Tomoaki Maeno

È il fratello di Victor. In questa serie compare solo una volta, nell'episodio 19, per salutare la Earth Eleven in partenza per lo spazio, insieme alla Raimon. In questa serie Vladimir può finalmente camminare, anche se con l'uso delle stampelle, prova del fatto che l'intervento è stato un successo.
Ducksquiggan Barboyle, nome originale Ducksgun Barbiew (ダクスガン・バービュー?, Dakusugan Bābyū), cronista sportivo

Doppiato in giapponese da Anri Katsu e in italiano da Marco Balzarotti

È un alieno ed è il commentatore delle partite del Grand Celesta Galaxy. Il suo aspetto ricorda vagamente un polpo e ha gli occhi gialli con la sclera nera, una grande bocca, una grande testa verde acqua senza capelli con un simbolo e la pelle grigia. Nel doppiaggio originale, usa spesso parole in lingua inglese.
Roleia Orbes, nome originale Lalaya Obies (ララヤ・オビエス?, Raraya Obiesu)

Doppiata da Ayahi Takagaki

È l'arrogante regina di Falam Orbius, una ragazza aliena dai lunghi capelli viola scuro e dagli occhi verde acqua e con una corona viola. Vuole sposare Victor, perché gli ricorda suo padre che era un re giusto, e vuole far diventare Victor il nuovo re perché crede che prenderà le decisioni giuste, come ha fatto suo padre. Per questo motivo ha fatto rapire Victor sostituendolo con un alieno. Suo padre altri non è che Arculus orbes, il capitano della Supernova, mentre Ireid Orbes è suo nonno. Secondo Arculus, il suo nome significa "Felicità" nell'antica lingua di Falam Orbius. Nel gioco può essere reclutata e gioca come centrocampista.
Globulus Spaera, nome originale Minel Eiba (ミネル・エイバ?, Mineru Eiba)

Doppiato in giapponese da Kensuke Satō e in italiano da Paolo Sesana

È un alieno che è al servizio di Roleia. Ha i capelli verde scuro medio-lunghi, legati in una piccola coda, ma corti sulla testa. Ha gli occhi verdi, delle corna e la pelle marrone. Nel gioco può essere reclutato e gioca come difensore.
Domica, nome originale Ruza Donolzen (ルーザ・ドノルゼン?, Rūza Donoruzen)

Doppiata da Mina

È un'aliena anziana di Falam Orbius, consigliera di Roleia. Ha i capelli grigi lunghi con una crocchia, gli occhi viola, la pelle marrone e le orecchie molto lunghe. È molto critica riguardo alle azioni di Roleia e ha contattato Bala Gasgula dei Guardiani Celesti di Falam Orbius chiedendogli di sbarazzarsi della Earth Eleven con ogni mezzo. Nell'episodio 32 imprigiona Roleia e Victor per cercare di prendere il potere insieme agli altri consiglieri. Tuttavia il suo piano fallisce e lei e gli altri consiglieri vengono arrestati.
Ireid Orbes (イレイド・オビエス?, Ireido Obiesu)

Era il re di Falam Orbius, un alieno dai capelli blu, padre di Arculus e nonno di Roleia. Era un sovrano spietato che voleva conquistare altri pianeti, e quando la madre di Arculus fu catturata dagli abitanti di un pianeta di nome Raagand, Ireid non volle salvarla. Arculus tentò di salvare sua madre ma Ireid non glielo permise per non rovinare il suo piano. Arculus allora affrontò suo padre in un duello e accidentalmente lo fece cadere da una piattaforma, uccidendolo. Nel gioco può essere reclutato e gioca come portiere.
Catora Peiji (カトラ・ペイジ?, Katora Peiji)

Doppiata da Reina Ueda

Era la principessa di Eclissus, pianeta ora distrutto. È una ragazza aliena dai capelli viola chiaro legati in due code e dagli occhi rosa chiaro e rosa scuro. Parla spesso ad Arion nel corso della serie. Nel gioco può essere reclutata e gioca come attaccante.
Pixie (ピクシー?, Pikushī)

Doppiati da Sayaka Kitahara (Pixie bianco) e da Aoi Yūki (Pixie nero)

Esistono due piccoli alieni chiamati Pixie. Il primo, chiamato "Pixie bianco", è bianco e ha il pelo giallo chiaro, gli occhi verde acqua e una coda. Compare prima nei sogni di Arion e poi si presenta a lui di persona. In seguito si scopre che è in realtà Circulus, il capitano della Big Bang e cavaliere protettore di Catora, reincarnatosi così dopo la sua morte. Il secondo, chiamato "Pixie nero", è bianco e ha il pelo viola, gli occhi rossi e una coda. È Arculus Orbes, il capitano della Supernova ed ex re di Falam Orbius, anch'egli reincarnatosi così dopo la sua morte.
Haniwā Paolo (はにわーパウロ?, Haniwā Paoro)

Doppiato da Yuka Terasaki

È un alieno il cui aspetto è quello di una bambola di legno e indossa la divisa della Raimon. Nel gioco è uno dei tanti personaggi da reclutare, mentre nell'anime appare nell'episodio 21, dove insieme a delle copie di se stesso sfida Frank, Jean-Pierre, Trina, Keenan e Victor (questi ultimi tre in versione computerizzata) in una partita d'allenamento nella Dark Room.
Ragang Gyr, nome originale Roglos Gordon (ログロス・ゴードン?, Rogurosu Gōdon)

Doppiato in giapponese da Keiichi Sonobe e in italiano da Riccardo Rovatti

È un alieno di Magmavia, il padre di Aoba Gyr della squadra Magmavia ed il membro più anziano della fazione contraria alle macchine del pianeta, di cui è il capo, a differenza di suo figlio, che fa parte invece della fazione a favore delle macchine. Ha il piumaggio bianco, gli occhi azzurri e una cicatrice sopra l'occhio sinistro. Appare per la prima volta nell'episodio 28. Anche lui come Ray Dark ha l'abilità di vedere chi possiede il potere del Totem, ma a differenza di quest'ultimo riesce a capire anche la forma del Totem. Aiuta Riccardo e Terry a sviluppare i loro Totem.
Arata Sena (瀬名 アラタ?, Sena Arata), attaccante

Doppiato da Ryōta Ōsaka

Protagonista del gioco Danball senki wars, in Inazuma Eleven GO: Galaxy compare come uno dei tanti personaggi da reclutare. Ha i capelli rossi e gli occhi azzurri.
Questa pagina contiene anche informazioni derivate da Inazuma Eleven Wiki (EN)  utilizzate con licenza Creative Commons Attribution-ShareAlike 3.0 Unported (CC BY-SA 3.0)